# Макс Ліберман
Макс Ліберман (нім. Max Liebermann, 20 липня 1847, Берлін — 8 лютого 1935, Берлін) — німецький художник і графік єврейського походження, вважається одним з головних представників імпресіонізму за межами Франції.
Після навчання у Ваймарі, деякий час мешкав у Парижі та Нідерландах. Спочатку Ліберман писав натуралістичні твори на соціальну тематику. Захопившись французьким імпресіонізмом, починаючи з 1880 року Ліберман перейшов до світлих тонів і енергійної техніки нанесення мазків. Його творчість ознаменувала перехід мистецтва XIX століття до класичного модерну часів вільгельмінізму та Ваймарської республіки. Цій трансформації художник активно сприяв, очоливши Берлінський сецесіон. З 1920 року і до своєї відставки в 1933 році, що відбулася за втручання націонал-соціалізму в політику у сфері мистецтва, Ліберман керував Прусською академією мистецтв. Останні роки життя Макс Ліберман провів на самоті в рідному Берліні.

## Біографія

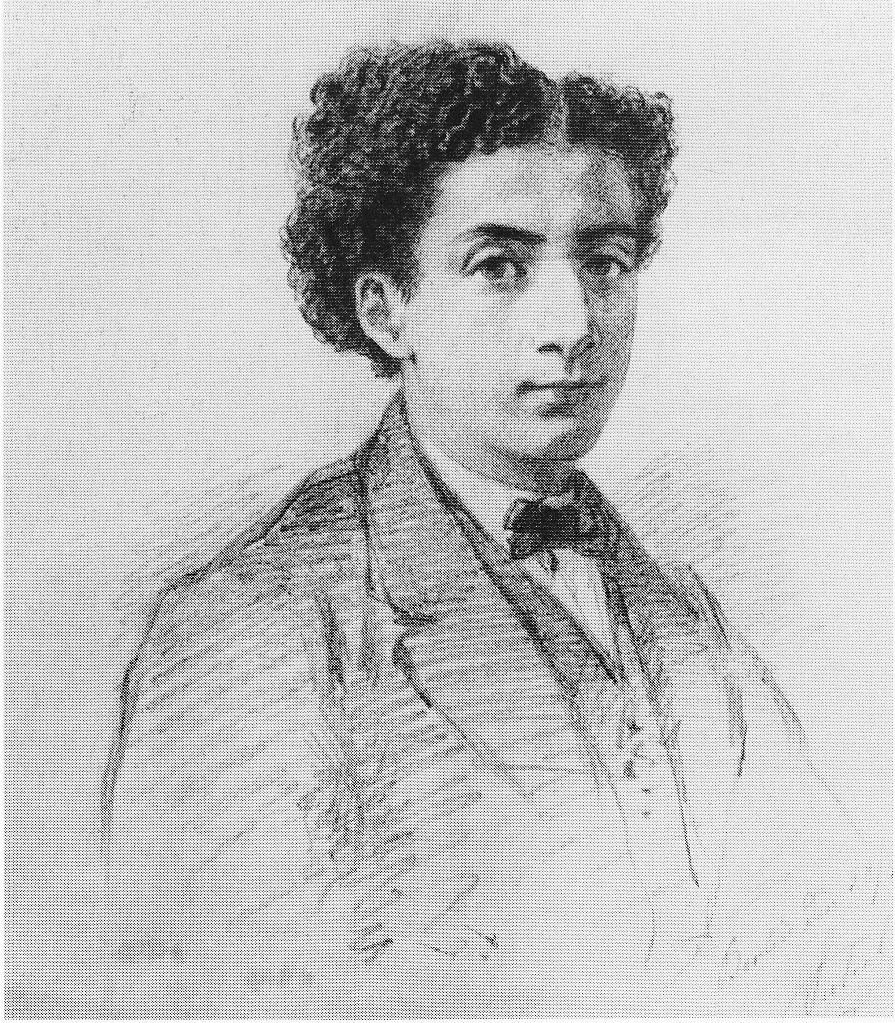
Макс Ліберман у віці 16 років (мал. Натаніеля Зіхеля)

### Юність
Макс Ліберман народився Берліні 20 липня 1847 року у сім'ї заможного єврейського промисловця Луїс Лібермана та його дружини Філіппи (уродженої Галлер). Його дід Йозеф Ліберман був відомим підприємцем-текстильником, який заклав основи фінансового благополуччя родини. Через три дні після народження Макса набуло чинності Положення про євреїв, що розширило права єврейської частини населення. У 1851 році Лібермани переїхали на вулицю Беренштрассе (нім. Behrenstraße), поруч була і початкова школа, що її, як і всі наступні, Макс зненавидів.
Після початкової школи Ліберман перейшов до реальної школи в Доротеєнштадті. Макс приділяв багато часу малюванню, його батьки ставилися до захоплення хлопчика стримано. Коли Максу виповнилося дванадцять років, його батько придбав представницький особняк на Паризькій площі. Сім'я дотримувалася ліберальної течії в юдаїзмі і все більше відходила від ортодоксального способу життя діда. Незважаючи на те, що в палаці Ліберманів було кілька салонів і спалень, троє синів Ліберманів спали в одній спільній кімнаті, де в стіні було передбачено скляне вікно, щоб батьки могли спостерігати за тим, як хлопчики роблять уроки.
1859 року Луїс Ліберман замовив портрет своєї дружини, і Макс супроводжував матір до художниці Антоні Фолькмар. Від нудьги він попросив олівця і почав малювати. Вже літня Антоні Фолькмар дуже пишалася тим, що саме вона відкрила світові відомого художника. Батьки Макса не мали особливого сентименту до живопису, але принаймні завдяки додатковим урокам малювання Макс не відмовлявся ходити до школи. Після занять у школі Макс вирушав на приватні уроки живопису до Едуарда Гольбейна та Карла Штеффека.

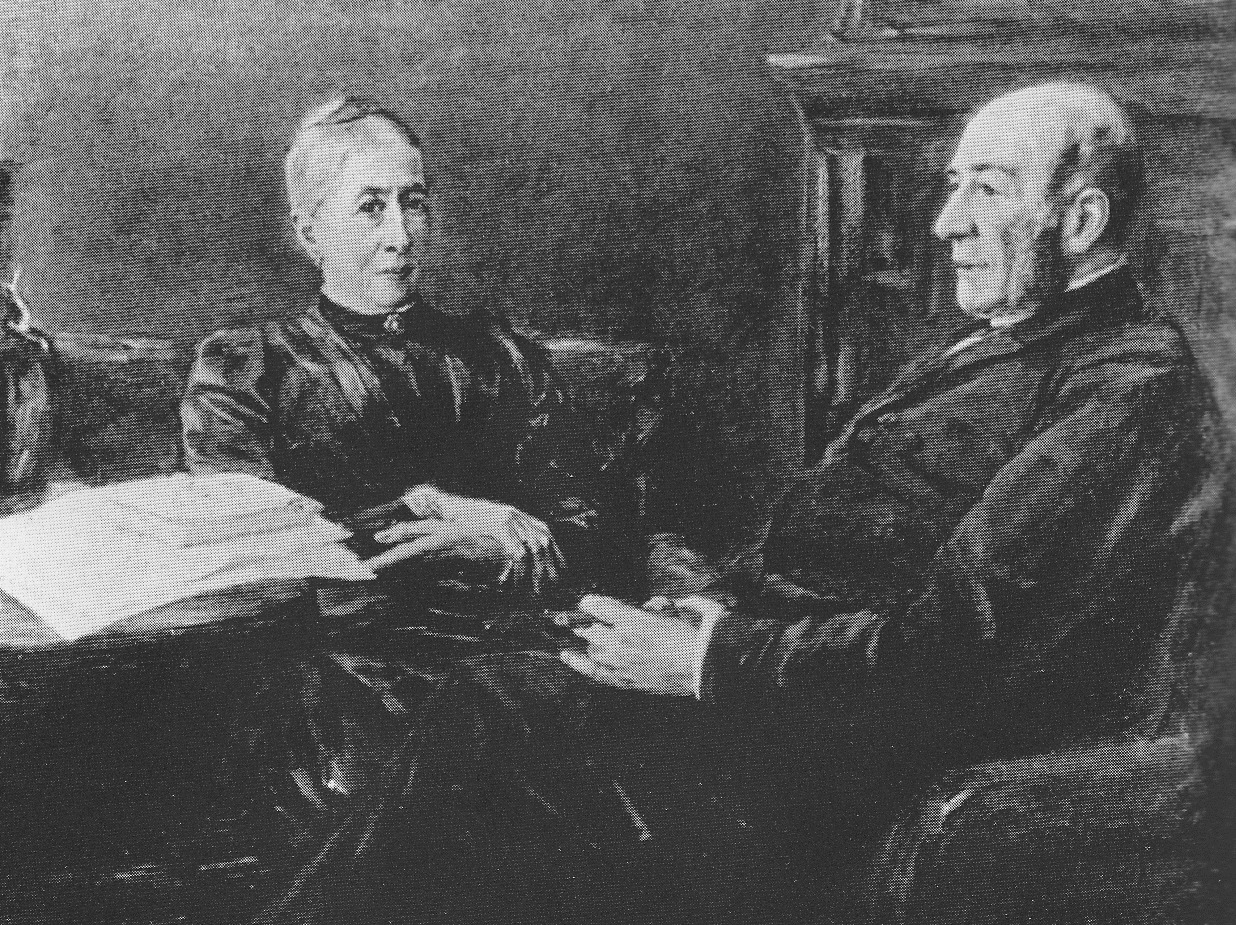
Батьки Макса Лібермана

У знаменитій єврейській сім'ї Макс не відрізнявся особливою ерудованістю. На заняттях у школі він часто відволікався та відповідав невпопад. За це його дражнили однокласники, і Макс часто симулював хвороби, щоб не ходити до школи. Батьки ставили йому в приклад розумнішого брата Георга, що ще більше посилювало в Максі почуття інакості. Обдарованість Макса в малюванні нічого не означала для батьків: батько заборонив 13-річному Максу згадувати прізвище Ліберман на першій громадській виставці його робіт.

### Навчання та рання творчість

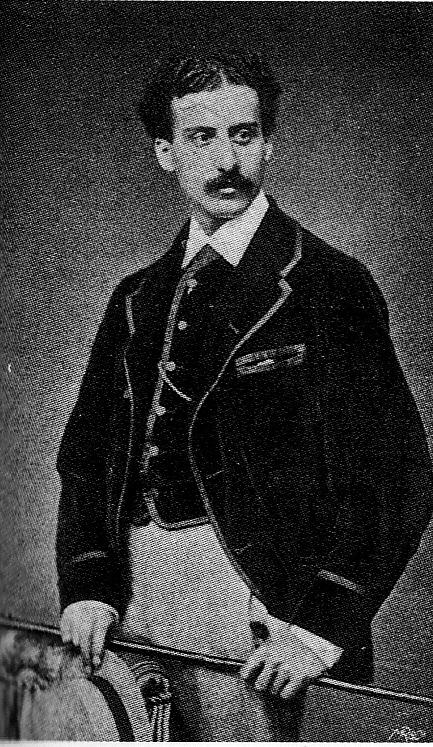
Макс Ліберман у 25 років, студент Ваймарської художньої школи

Після закінчення школи Макс Ліберман подав документи до Берлінського університету імені Гумбольдтів. Він вибрав хімічний факультет, де успішно навчався його кузен Карл Ліберман. Проте вивчення хімії мало бути прикриттям для занять мистецтвом і дозвілля. Тому Макса Лібермана ніколи не сприймали всерйоз. Замість відвідування лекцій він катався у парку Тіргартен верхи та займався малюванням. Крім того, Макс став все частіше допомагати Карлу Штеффеку в роботі над його монументальними батальними картинами. У Штеффека Ліберман познайомився з Вільгельмом Боде, який згодом усіляко просував творчість Макса Лібермана, обіймаючи посаду директора Музею імператора Фрідріха. 22 січня 1868 року Ліберман був відрахований з берлінського університету за «відсутність старанності в навчанні». Після серйозного конфлікту з батьком із цього приводу батьки все ж таки дозволили Максу відвідувати заняття в Художній академії великого герцога у Ваймарі. Там Макс Ліберман навчався у бельгійського майстра історичного живопису Фердинанда Паувельса, який познайомив Лібермана із творчістю Рембрандта під час однієї з навчальних поїздок класу до касельського Фрідериціануму. Рембрандт справив незабутнє враження на молодого Лібермана.
Загальний патріотичний підйом, що панував у країні в 1870 році під час франко-прусської війни, не оминув і Макса Лібермана. Через невиліковний перелом руки його не взяли на регулярну військову службу, але він записався добровольцем в орден йоганнітів і служив санітаром під Мецем. Пережите на полях битв глибоко потрясло молодого художника, охолодивши його запал і захоплення війною.
Починаючи з літа 1871 року Макс Ліберман перебував у Дюссельдорфі, де вплив французького мистецтва відчувалося сильніше, ніж у Берліні. Там він познайомився з Мігаєм Мункачі, який привернув увагу Лібермана реалістичністю зображення сцен повсякденного життя, як, наприклад, у «Щипальницях вовни». На кошти свого брата Георга Макс він здійснює першу поїздку до Нідерландів, відвідавши Амстердам та Схевенінген, які захопили його своїм світлом, людьми та природою.

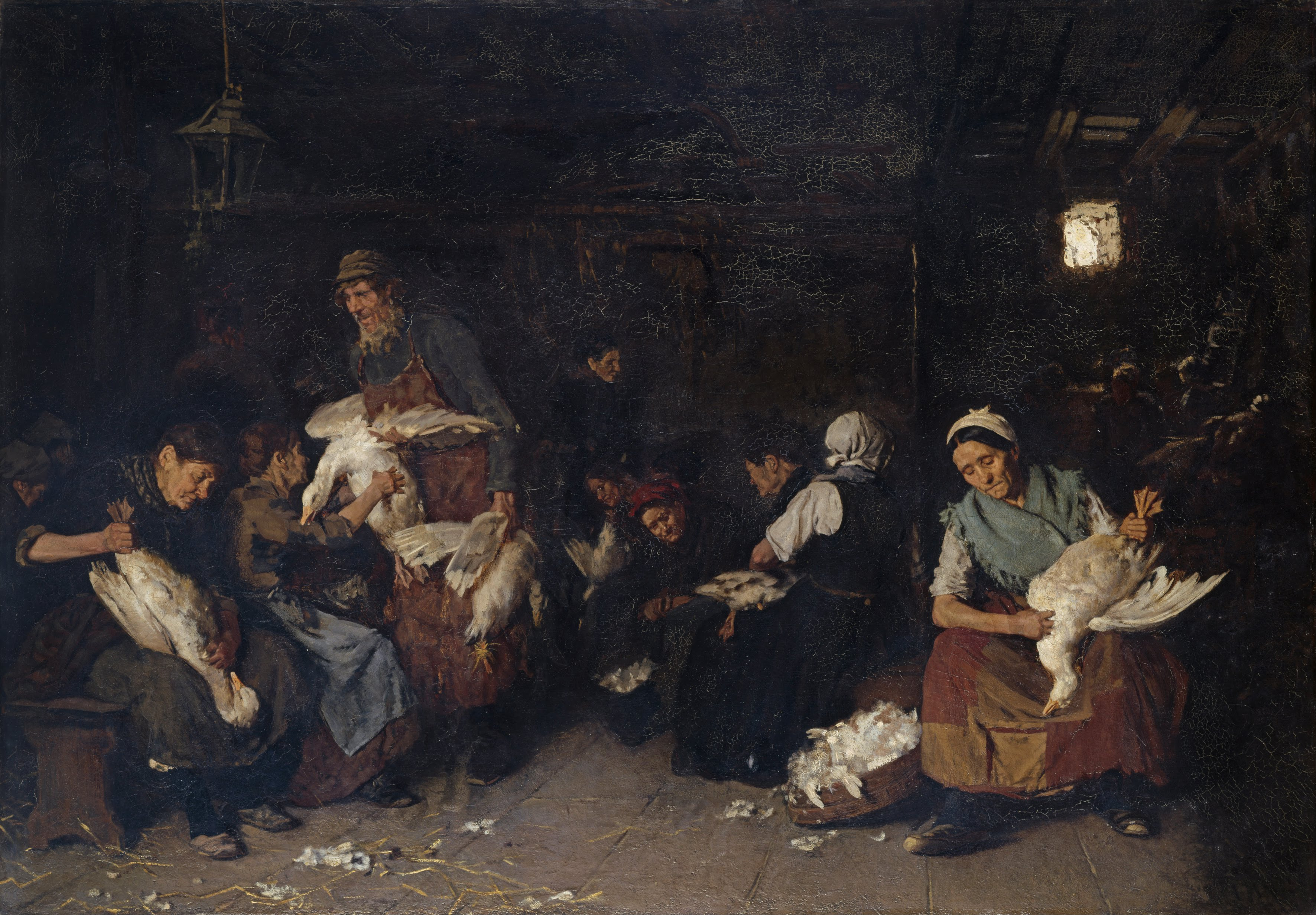
Жінки, які обскубують гусей. 1872. Перша картина Лібермана олією з'явилася під впливом Мігая Мункачі та Рембрандта

Перша велика робота Лібермана «Жінки, що обскубують гусей» з'явилася в перші місяці після повернення з Нідерландів. На ній у темній колірній гамі зображено неприємну та буденну роботу. Крім натуралізму Мункачі тут також видно елементи історичного живопису. Поглянувши на ще не готове полотно, вчитель Лібермана Паувельс заявив, що йому нема чому вчити свого учня. Незвичайний сюжет картини викликав огиду та шок у публіки на гамбурзькій художній виставці. Незважаючи на похвалу критиків на адресу його майстерної техніки, Макс Ліберман заробив імідж художника, який малює потворність. Попри аналогічну реакцію публіки на берлінській виставці того ж року, картину було продано залізничному магнату Бетелю Генрі Штроусбергу.
Його друга велика робота «Виробниці консервів» була заявлена на велику щорічну виставку в Антверпені, де на неї знайшлося одразу два покупці. Ліберман знайшов свій перший художній стиль: він писав людей за роботою реалістично і без зайвої сентиментальності, принизливої жалісливості та удаваної романтики, але й не впадав при цьому до надмірної соціальної критики. У своїх сюжетах він знаходив природну гідність, яка не потребувала прикрашання.
У 1873 році, спостерігаючи селян, які збирали врожай буряків у передмісті Ваймара, Ліберман вирішив зафіксувати їх на картині. Проте художник Карл Гуссов цинічно порадив йому найкраще взагалі не писати таку картину. Тож Ліберман вирішив вирушити до Відня до знаменитого історичного і салонного живописця Ганса Макарта. Врешті Макс Ліберман вирішує ВІдень і не повертатися до Німеччини, художнє життя в якій здавалося йому надто відсталим.

### Париж, Барбізон та Амстердам

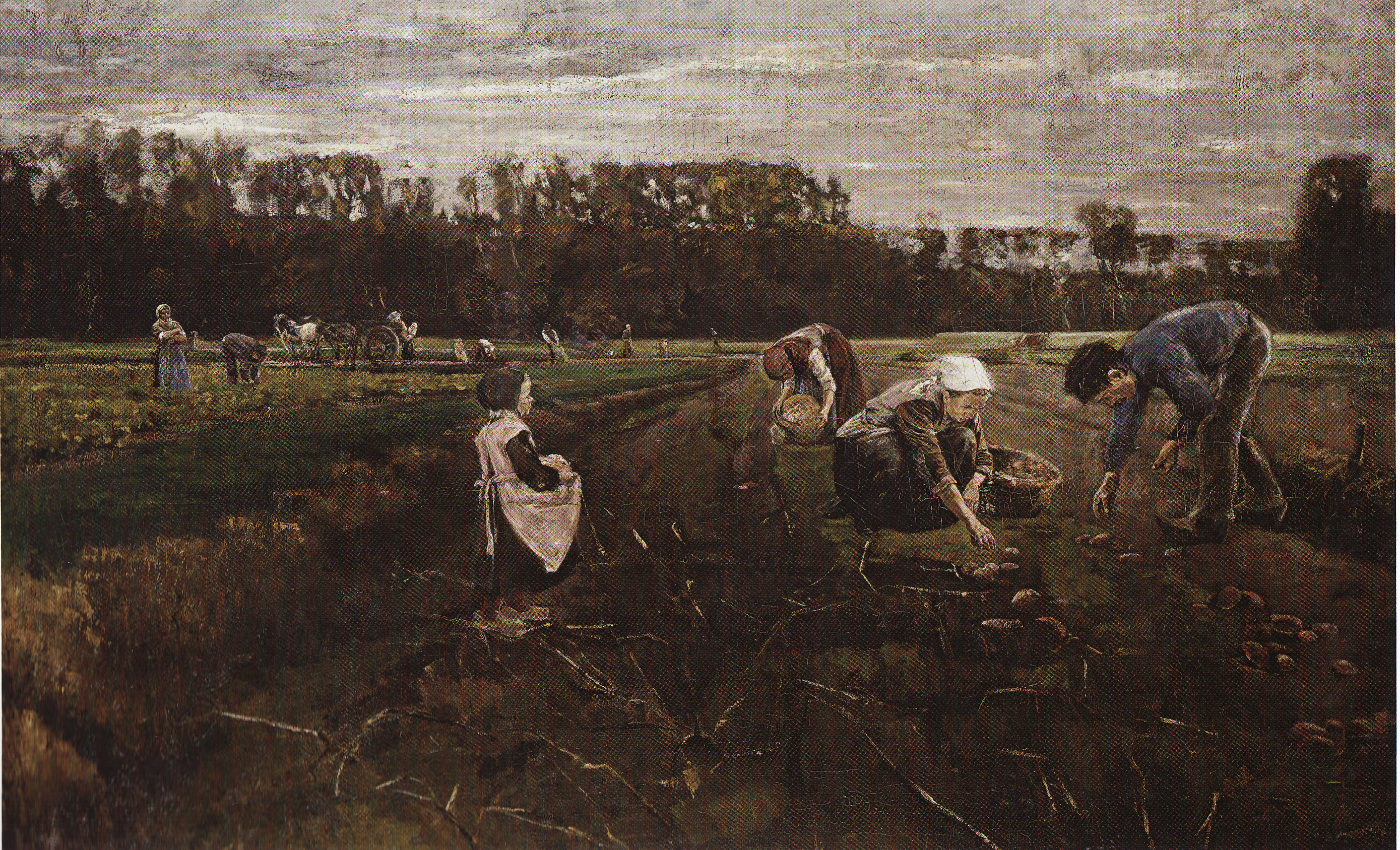
Збір урожаю в Барбізоні. 1874. Ліберман перебуває під впливом барбізонської школи

У грудні 1873 року Макс Ліберман вирушив до Парижа і влаштував свою майстерню на Монмартрі. У художній столиці світу він збирався познайомитися з провідними представниками реалізму та імпресіонізму. Проте французькі художники відмовилися спілкуватися з «німцем» Ліберманом. У 1874 році він заявив своїх «Жінок, що обскубують гусей» на Паризький салон. Хоча картина була прийнята на конкурс, Ліберман отримав негативні відгуки в пресі насамперед з націоналістичних причин. Літо 1874 року Ліберман провів у Барбізоні в лісі Фонтенбло. Художника серйозно цікавила творчість Мункачі, але ще більший інтерес він відчував до творчості Констана Труайона, Шарль-Франсуа Добіньї, Каміля Коро та насамперед Жан-Франсуа Мілле.
Барбізонська школа зіграла велику роль у становленні імпресіонізму: вона сформувала імпресіоністський пейзажний живопис і збагатила художні напрямки свого часу можливостями пленеру. Під впливом Барбізону Ліберман відмовився від старомодного, важкого живопису Мункачі. Його більше цікавили техніки барбізонців, ніж їхні сюжети. У Барбізоні Ліберман, згадавши про свої ескізи до «Селян на буряковому полі», почав писати свій «Збір урожаю в Барбізоні», який він закінчить лише через багато років. Ліберман намагався піти слідами Мілле і тому, на думку критиків такого часу, зробив крок назад: селяни виглядали ненатурально і здавались доданими до краєвиду в останній момент.
В 1875 році Ліберман провів три місяці в голландському Зандвоорті. У Гарлемі він працював над копіями картин Франса Галса. Вивчаючи портретний живопис Галса, Ліберман намагався знайти свій стиль. Франс Галс з його технікою енергійного та розгонистого нанесення фарби вплинув на пізню творчість Лібермана поряд із французькими імпресіоністами. У цей час сформувалася творча особливість художника Лібермана – зволікати з реалізацією ідеї великої картини. Лише після повернення восени 1875 року до Парижу та переїзду в більше ательє, Ліберман повернувся до своїх вражень і написав першу роботу, присвячену рибальським дітям, що купаються. Пізніше він знову повернувся до цього сюжету.

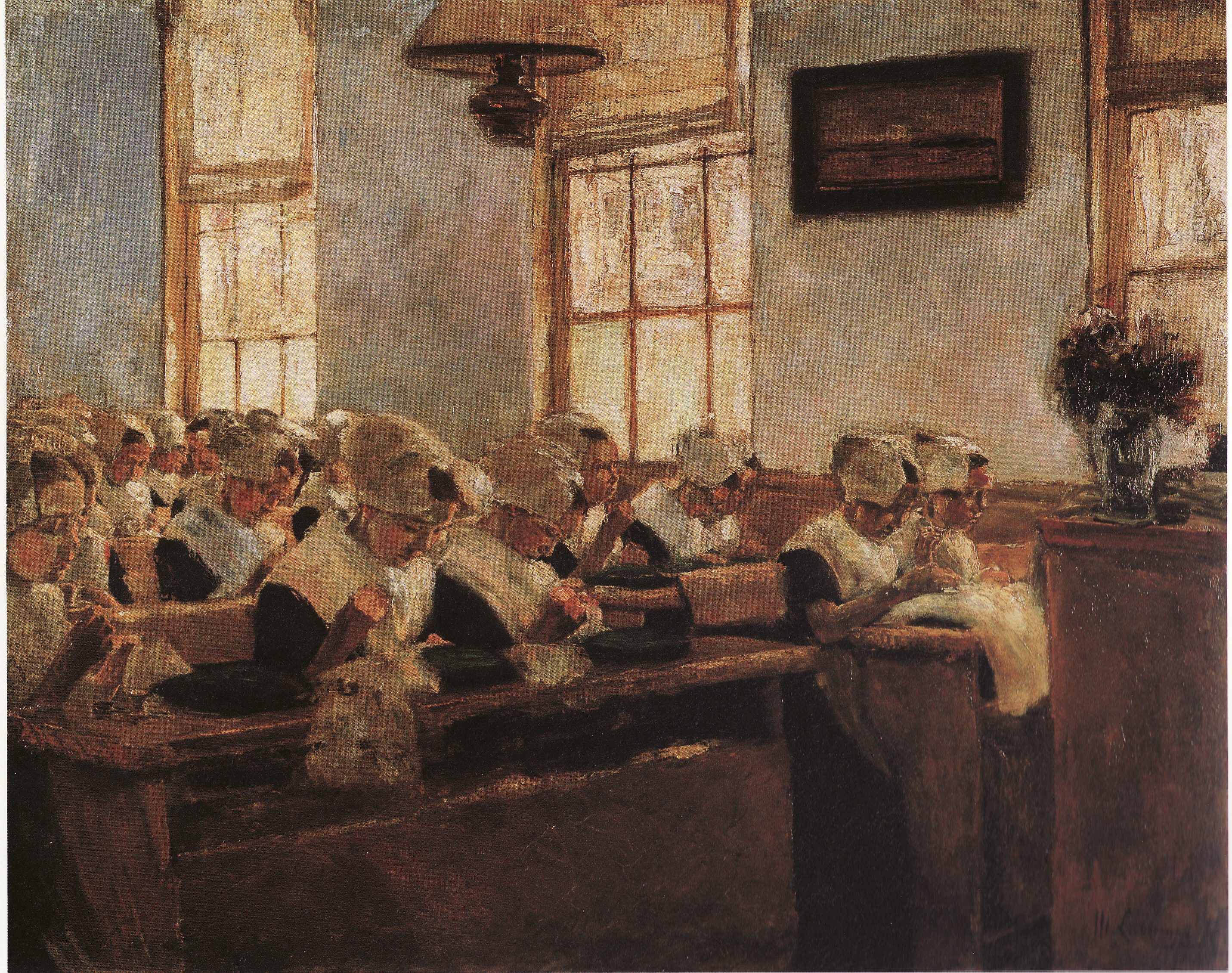
Голландська школа шиття 1876. Поява елементів імпресіонізму.

Влітку 1876 року Ліберман знову поїхав на кілька місяців до Нідерландів. Він продовжив вивчати творчість Галса, завдяки чому пізніше виробив власний стиль портретів. В Амстердамі Ліберман познайомився з художником- офортистом Вільямом Унгером, який у свою чергу звів його з Йозефом Ізраельсом і познайомив із гаазькою школою живопису. На своїй картині «Голландська школа шиття» Ліберман використовує світлові ефекти вже в імпресіоністській манері. Завдяки професору Августу Аллебі Ліберман прийшов у Португальську синагогу Амстердама, що привнесло в його творчість осмислення свого єврейського коріння. У цей час з'явилися перші ескізи в притулку для сиріт.
У Парижі Ліберман страждав глибокими депресіями, які пояснювалися тиском батьків та власними творчими муками. У той час з'явилося лише декілька картин. Ліберман багато разів брав участь у Паризьких салонах, які, проте, не принесли йому довгоочікуваного успіху. Художнє середовище Парижа нічого не могло дати Ліберману, навпаки відкидало його з причин шовіністичного штибу. Його творчість не змогла стати «французькою», але зазнала великого впливу голландців. Ліберман вирішив остаточно залишити Париж.

### Мюнхен

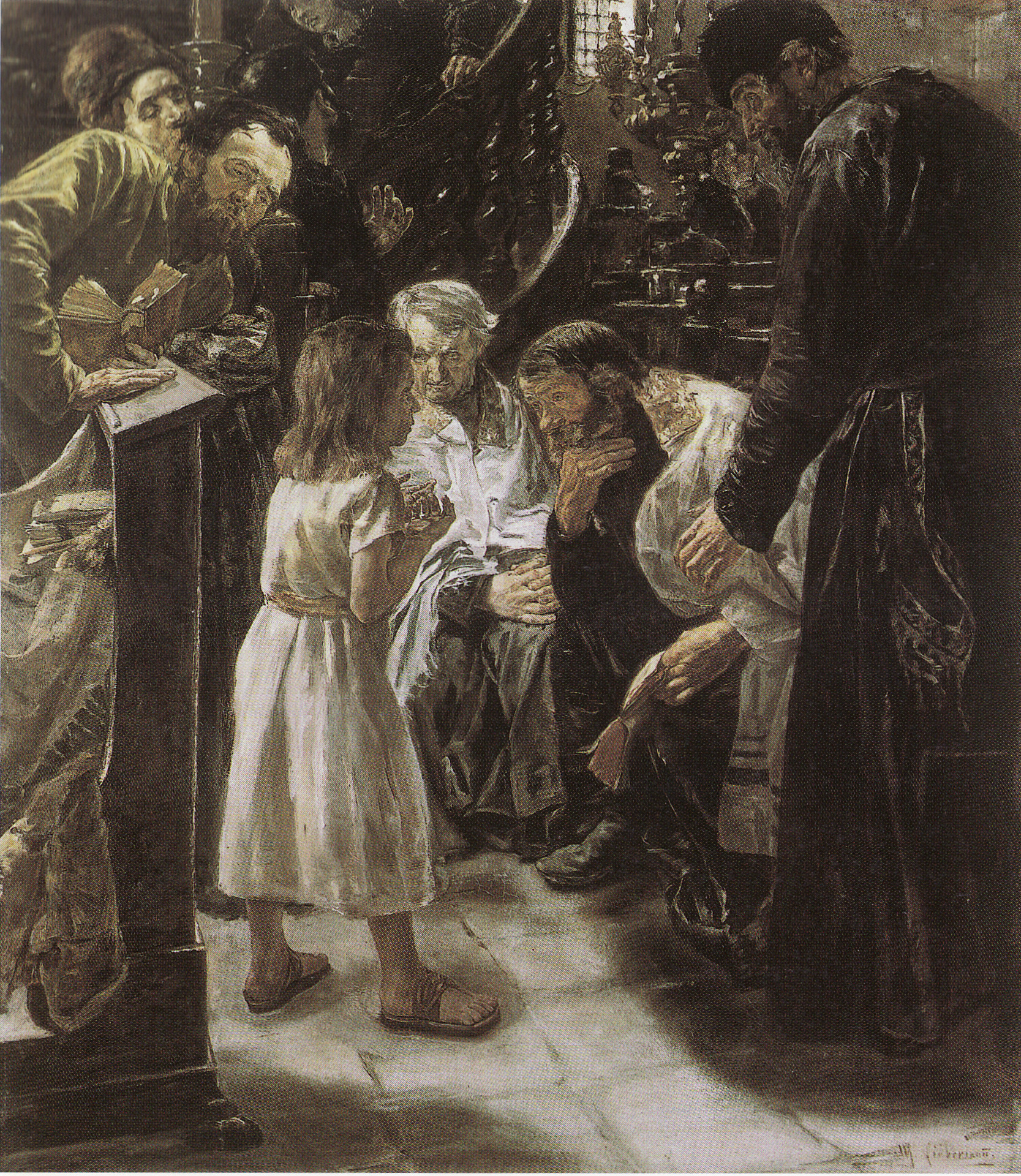
Дванадцятирічний Ісус у храмі. 1879. Цей шедевр ранньої творчості Лібермана увібрав у себе вплив натуралізму, старих голландців і венеційського мистецтва

У 1878 році Ліберман вперше побував в Італії. У Венеції він мріяв побачити роботи Вітторе Карпаччо та Джентілі Белліні та виробити для себе нові творчі орієнтири. Там він познайомився з групою художників з Мюнхена, зокрема і з Францем фон Ленбахом, і пробув у їхній компанії у Венеції три місяці, а потім поїхав за ними до столиці Баварії, яка завдяки мюнхенській школі живопису прославилася як центр натуралістичного мистецтва в Німеччині.
У грудні 1878 року Ліберман розпочав свою картину «Дванадцятирічний Ісус у храмі». Перші ескізи для цієї роботи він виконав ще в синагогах Амстердама та Венеції. Ніколи раніше підготовча фаза до картини не давалася йому такою працею. Поряд з ескізами в інтер'єрі синагоги Ліберман проробляв кожну фігуру спочатку в ескізах оголеного тіла, а потім зводив їх разом одягненими. Сцена була майже занурена у містичне світло, яке здається ширилося від маленького Ісуса у центрі картини.
Картина викликала хвилю обурення у всій імперії. У той час як принц Луїтпольд Баварський став на бік Лібермана, газета «Аугсбургер Альгемайне» писала, що художник «зобразив найпотворнішого і найдивнішого єврейського хлопчика, якого тільки можна вигадати». Громадськість тепер затаврувала Макса Лібермана як «осквернителя Господа». Депутат баварського ландтагу від консерваторів Даллер закликав позбавити єврея Лібермана права зображати Ісуса у такому вигляді. У Берліні придворний проповідник Адольф Штеккер на антисемітських дискусіях вів обговорення картини образливою манерою.

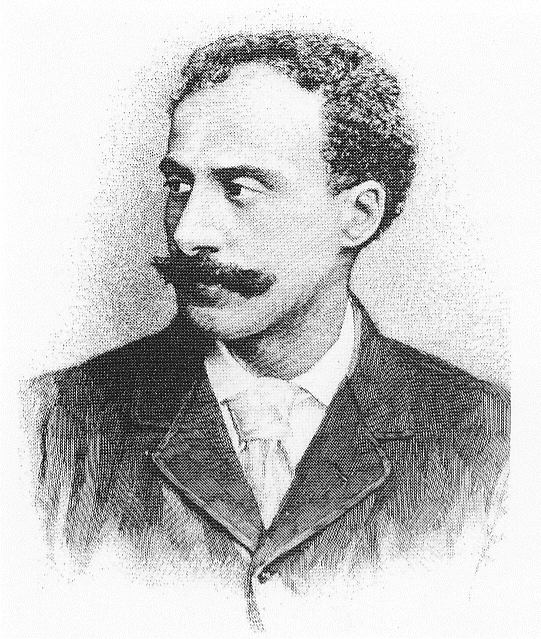
Макс Ліберман в 35 років

У той час як протести церкви та критиків ставали дедалі жорсткішими, провідні колеги-художники, зокрема Фрідріх Август фон Каульбах та Вільгельм Лейбль, стали на захист картини Лібермана. У творчій біографії Лібермана картина стала найбільшим досягненням його раннього періоду творчості.
Хоча Ліберман вже здобув популярність, у його творчості під час перебування в Голландії в 1879 настав застій. Світло на одному з пейзажів сільської вулиці, що з'явилися на той час, видається бляклим і ненатуральним. У 1880 році Ліберман знову брав участь у Паризькому салоні. Усі показані на виставці картини об'єднані схожим зображенням мирного спільного життя людей, які працюють у гармонійному суспільстві. Своїм настроєм картини зобов'язані щорічними виїздами художника в Нідерланди з підігрітого антисемітськими ідеями Мюнхена. Ліберман також їздив писати на Дахауські болота в передмісті Мюнхена, в Розенгайм та в долину Інна, де був створений його «Бранденбурзький пивний садок».

### Нідерланди

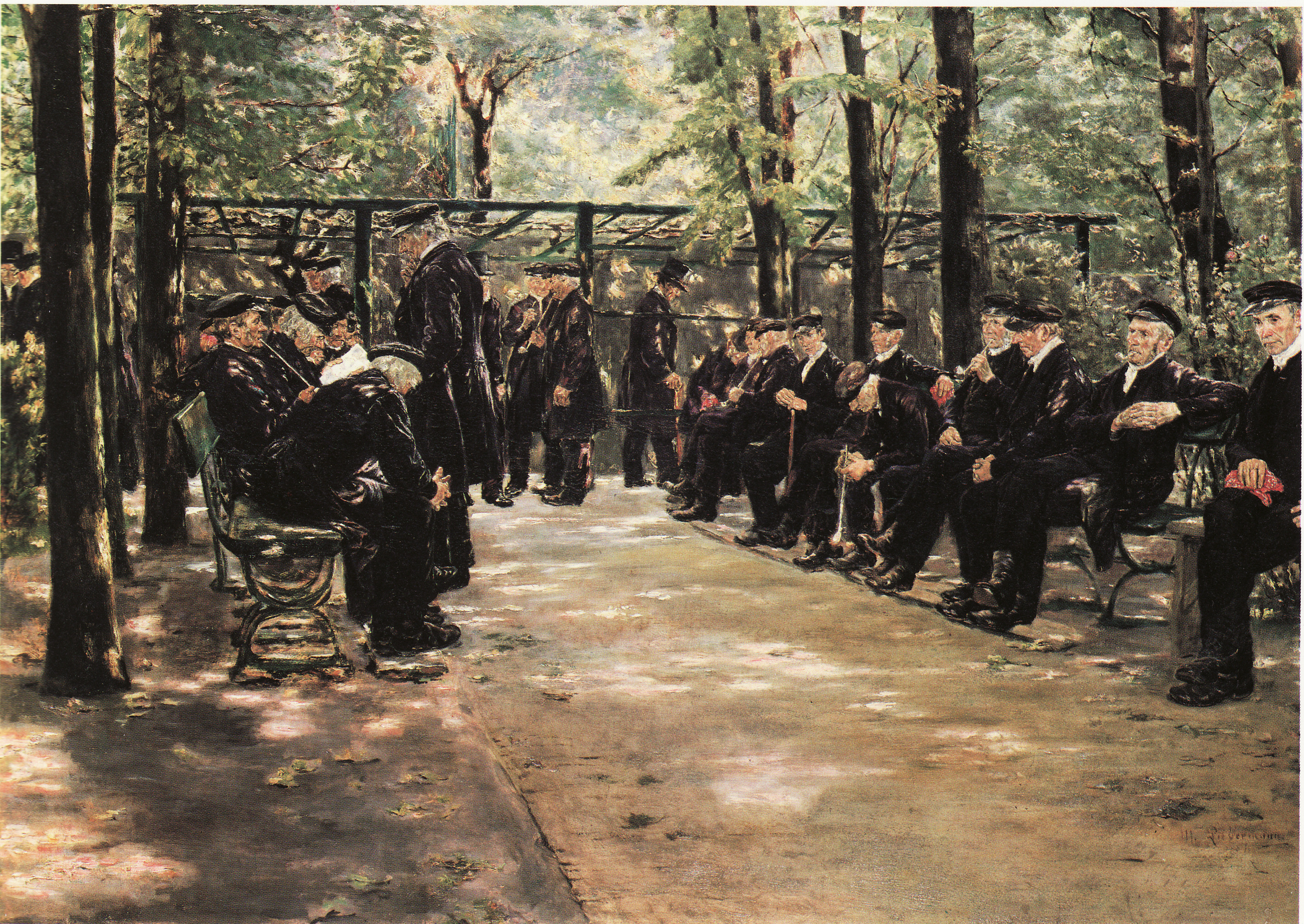
Будинок для літніх людей в Амстердамі. 1880. Уперше Ліберман звернувся до імпресіоністського люмінаризму

Влітку 1880 року Ліберман побував у північно-брабантському селі Донген. Там з'явилися ескізи, використані згодом під час створення картини «Шевська майстерня». Після закінчення цієї роботи, перш ніж повернутися до Мюнхена, Ліберман ще раз заїхав до Амстердама, де сталося щось таке, що «вирішило його творчу долю». Він кинув погляд на сад католицького будинку для людей похилого віку, де на лавках у сонячному світлі сиділи одягнені в чорне літні чоловіки. Про цю мить Ліберман пізніше згадував: «Це було, ніби хтось, ідучи рівнинною дорогою, раптом наступає на пружину, яка підкидає його вгору». Він розпочав роботу над цим сюжетом, вперше при цьому використавши для відображення атмосфери світловий ефект сонячних променів, що проходять через крони дерев та інші перепони, згодом названий «сонячними плямами Лібермана». У роботі вже видно деякі елементи пізнішого імпресіоністського періоду творчості Лібермана.
На Паризькому салоні 1880 саме за цю картину Ліберман як перший художник з Німеччини, був відзначений почесною згадкою. Леон Метр, видатний колекціонер імпресіонізму, придбав кілька робіт Лібермана. Підбадьорений довгоочікуваним успіхом художник повернувся до своєї ранньої теми: на основі своїх ескізів він створив композицію «Прогулянка в амстердамському сирітському притулку».

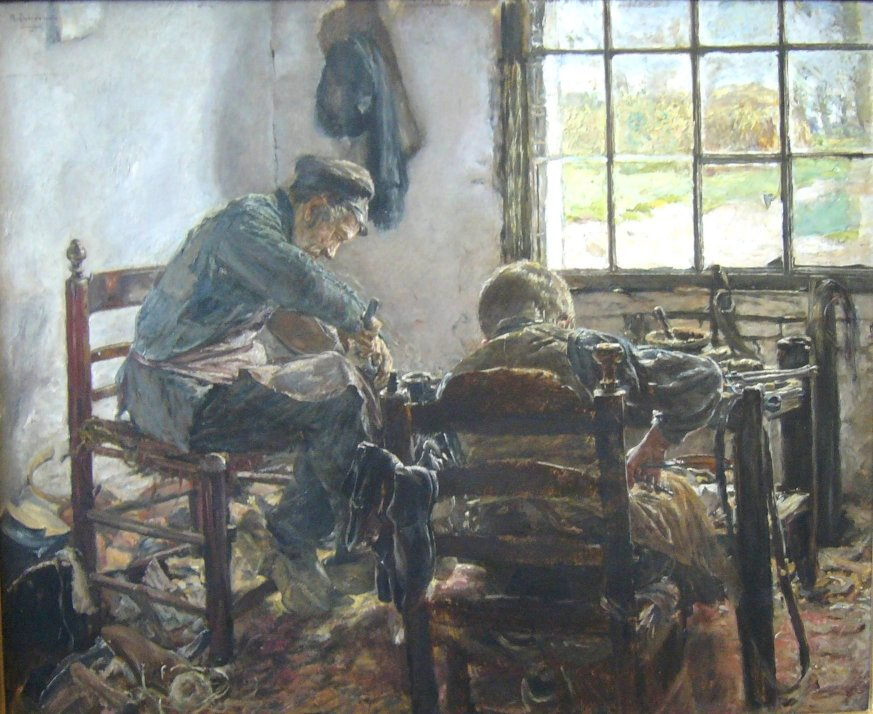
Шевська майстерня

Восени Ліберман знову вирушив до Донгену, щоб на місці закінчити «Шевську майстерню». І в цьому творі виразно простежується відданість художника світловому живопису, проте в той же час Ліберман залишається вірним своїм раннім зображенням людей праці, відмовляючись від романтичного прикрашання. «Шевська мацстерня» та «Прогулянка в амстердамському сирітському притулку» були продані на Паризькому салоні 1882 року. Французька преса вшановувала Макса Лібермана, визнавши у ньому імпресіоніста. Колекціонер Ернест Гошеде захоплено писав Едуару Мане: «Якщо Ви, дорогий мій Мане, були тим, хто розкрив таємниці пленеру, то Ліберман зумів навпаки осягнути світло в закритому приміщенні».
Проте замість того, щоб приєднатися до стану імпресіоністів, Ліберман повернувся до свого улюбленого світлового живопису і у своїй роботі «Білення полотна» знову звернувся до натуралізму. Під час роботи над цією картиною Ліберман безуспішно намагався познайомитися з Вінсентом ван Гогом у Звеелоо. Повернувшись із Нідерландів, Макс Ліберман отримав своє перше замовлення від графині Мальтцана на сільський краєвид сілезського Мілича.

### Повернення до Берліна

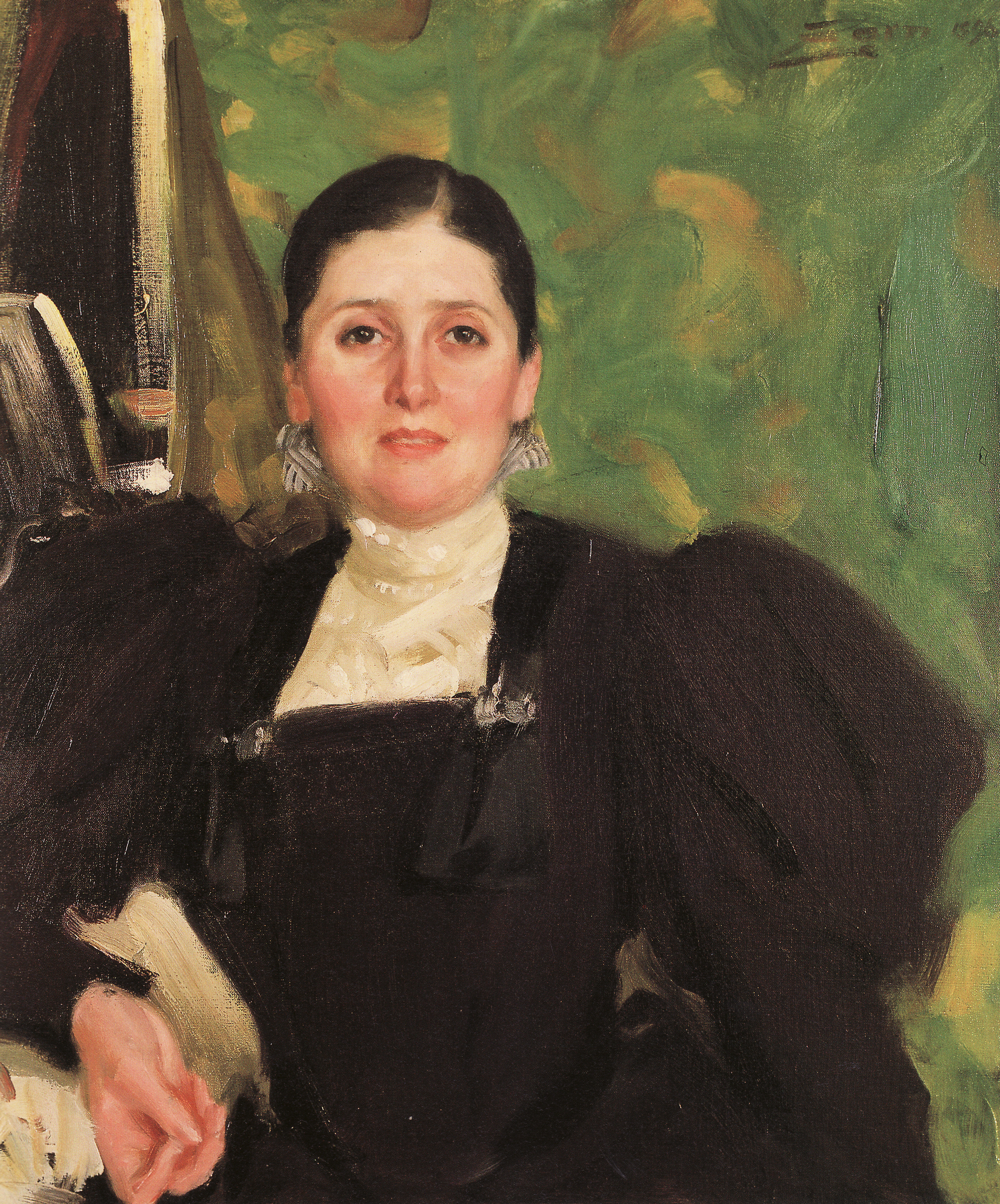
Портрет Марти Ліберман роботи Андерса Цорна

У 1884 Ліберман вирішив повернутися до Берліна, хоча розумів, що в Берліні неминуче зіткнеться з новими конфліктами. Він вважав, що рано чи пізно Берлін займе своє місце серед провідних центрів мистецького життя. Берлін займав важливе місце на художньому ринку Європи, а сам Ліберман до того ж переймався усталеними художніми традиціями Мюнхена.
У травні 1884 року Макс Ліберман заручився з сестрою дружини свого брата Мартою Марквальд. Одруження відбулося 14 вересня після закінчення переїзду з Мюнхена до Берліна. Першим будинком для сім'ї Ліберманів стала квартира біля північного кордону Тіргартена за адресою Ін-ден-Цельтен (нім. In den Zelten), 11. У весільну подорож молодята вирушили не до Італії, як було прийнято тоді, а в голландський Схевенінген через Брауншвайг та Вісбаден. Там до них приєднався Йозеф Ісраелс, разом вони побували у Ларені, де Ліберман познайомився з художником Антоном Мауве. Наступними пунктами призначення у цій поїздці стали Дельден, Гарлем та Амстердам. Скрізь Ліберман робив замальовки та збирав ідеї для своїх майбутніх робіт.

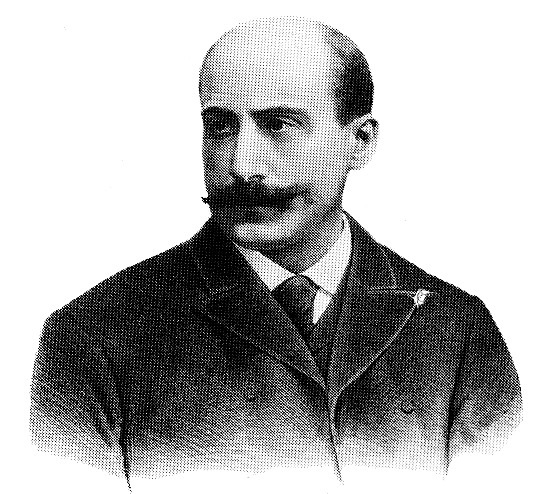
Макс Ліберман у 48 років

Після повернення Ліберман був обраний до Союзу берлінських художників. За Лібермана проголосував його майбутній опонент Антон фон Вернер. У серпні 1885 року народилася єдина дочка Ліберманів, яку назвали Маріанна Генрієтта Кете, проте в сім'ї її звали просто Кете. Саме тоді Ліберман повністю присвятив себе ролі батька і майже не займався творчістю.
Навпроти сім'ї Ліберман жили Карл та Феліція Бернштайни. У своїх інтелектуальних сусідів Макс Ліберман побачив картини Едуара Мане і Едгара Дега, які супроводжували його до кінця життя. Вперше він зміг відчути себе визнаним учасником берлінського співтовариства художників: Макс Клінгер, Адольф Менцель, Георг Брандес і Вільгельм фон Боде також відвідували цей дім, як і Теодор Моммзен, Ернст Курціус та Альфред Ліхтварк. Останній, як директор Гамбурзької картинної галереї, відразу побачив у Лібермані імпресіоніста. Вступ до Релігійного товариства Друзів (квакерів) також сприяв визнанню Лібермана серед вищої буржуазії.
У 1886 році після восьмирічної відсутності Ліберман знову бере участь у виставці Берлінської академії мистецтв. На виставку він заявив свої картини «Прогулянка у сирітському притулку», «Будинок для людей похилого віку в Амстердамі» та «Обідня молитва». Остання картина, де у приголомшливо темній обстановці зображено нідерландську селянську сім'ю за молитвою, з'явилася за порадою Ізраельса під час весільної подорожі. Впливовий Людвіг Піч назвав Лібермана великим талантом та видатним представником модерну.

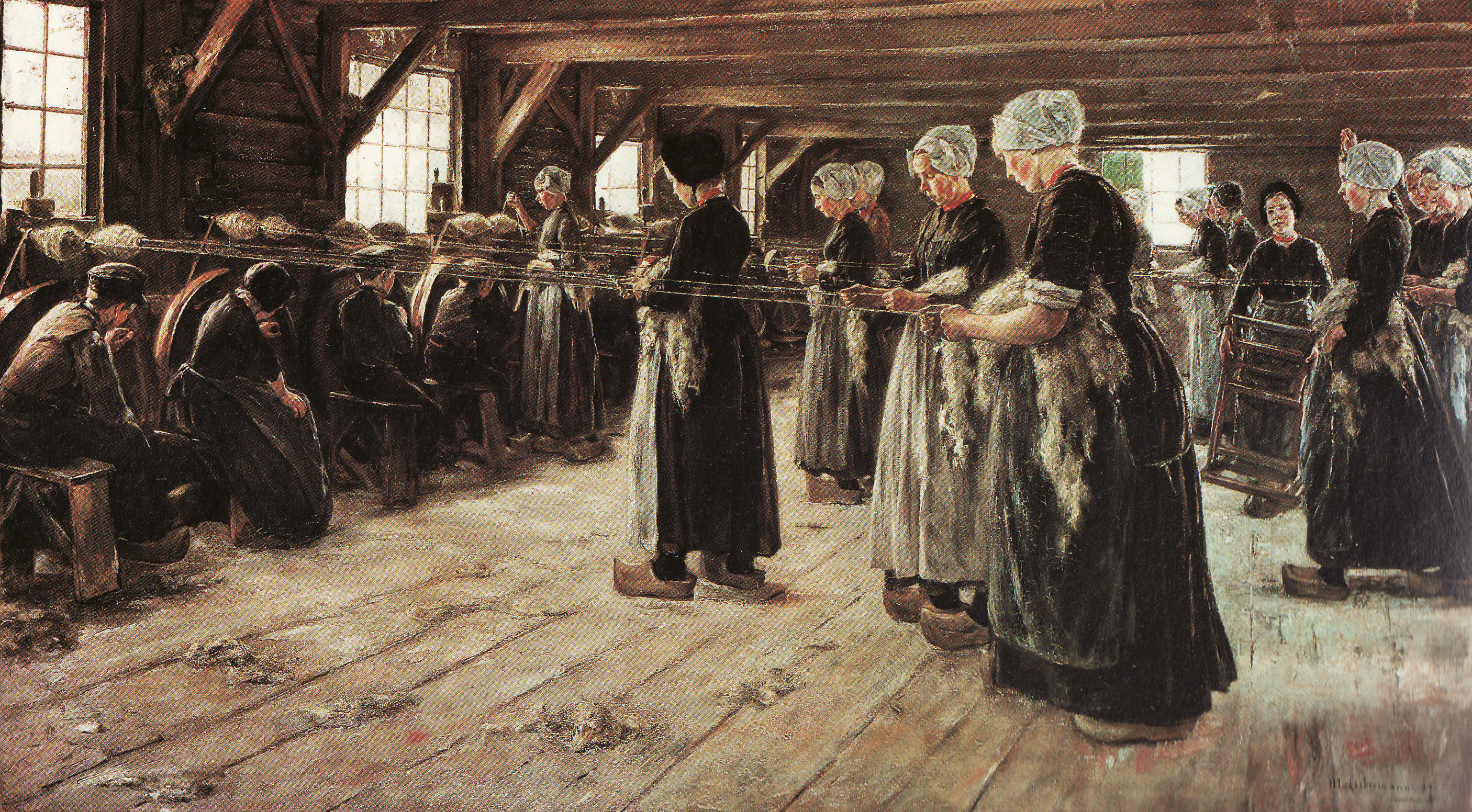
Тріпальниці льону в Ларені. Сюжети колективної праці постійно були присутні у творчості Макса Лібермана

Влітку 1886 Марта Ліберман разом з дочкою вирушив на лікування в Бад-Гомбург, що дало йому можливість виконати ескізи в Голландії. Він повернувся в Ларен, де в одній із сільських хат із льону-сирцю отримували лляні волокна. На цікавий для нього сюжет про колективну працю Ліберман виконав ескізи і перший варіант олією. У своєму ательє в Берліні він скомпонував ескізи в картину великого формату, над якою працював до весни 1887 року.
У травні 1887 картина була представлена на Паризькому салоні, де її прийняли зі стриманими оплесками. Натомість Адольф Менцель надзвичайно звалив картину і назвав Лібермана єдиним художником, який малює людей, а не моделей.

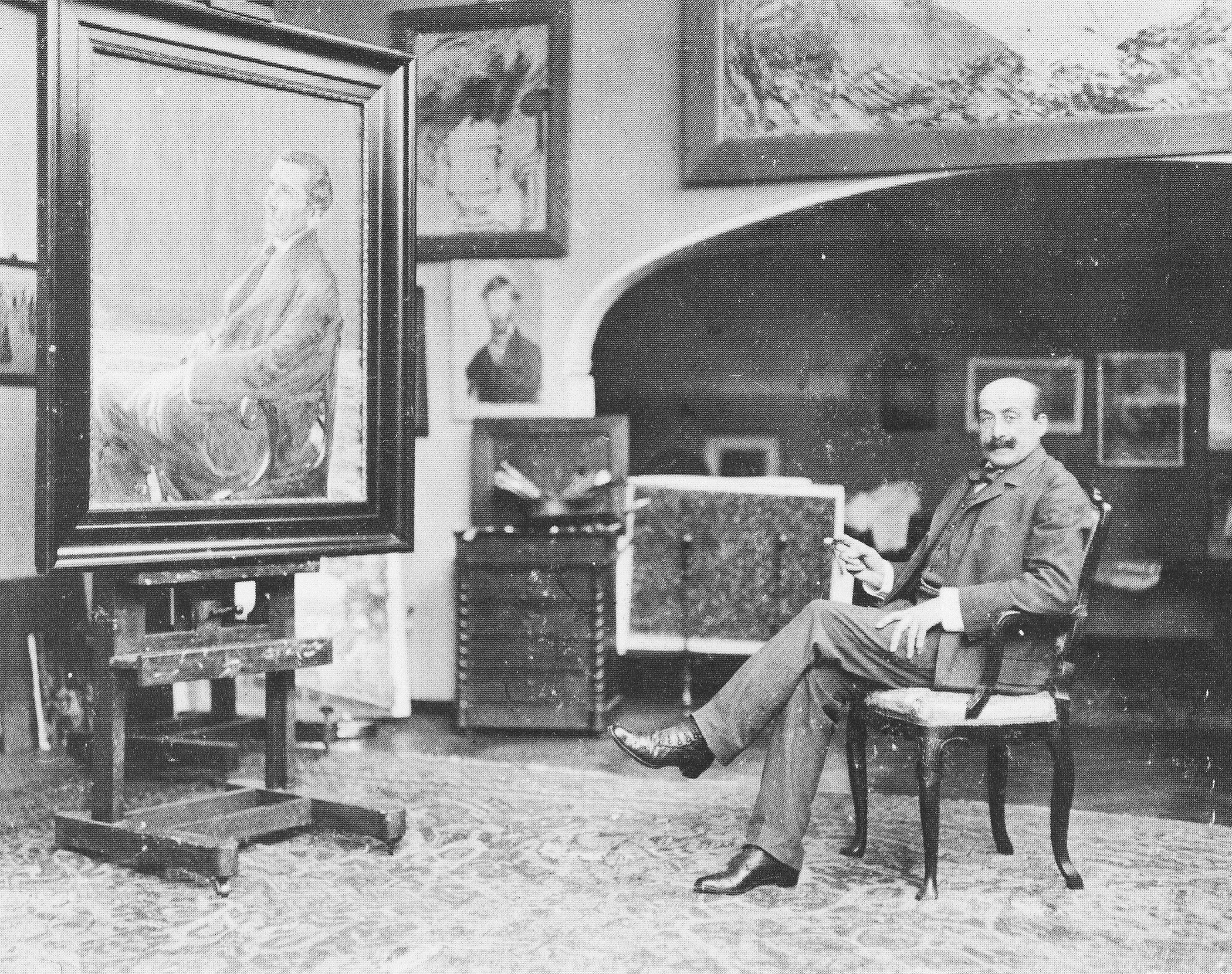
Макс Ліберман у своїй майстерні

У цей час художній критик Еміль Гайльбут видав «Дослідження натуралізму та Макса Лібермана», в якому він назвав художника «найсміливішим провісником нового мистецтва в Німеччині». У березні 1888 року помер Вільгельм I, і на престол зійшов Фрідріх III. З ним пов'язувалися надії Пруссії на перехід до парламентської монархії, яким не судилося збутися, оскільки кайзер помер через 99 днів. Макс Ліберман провів весну «року трьох кайзерів» у Бад-Кезені. Приголомшений смертю Фрідріха III художник написав картину на вигаданий сюжет «Урочистість на згадку про кайзера Фрідріха III в Бад-Кезені». Незважаючи на свої ліві політичні погляди, Макс Ліберман відчував зв'язок із монархією Гогенцоллернів. Він прагнув бути вільнодумцем, але не міг позбутися прусських традицій.
1889 року на честь столітнього ювілею Французької революції в Парижі проходила Всесвітня виставка. Звістка про те, що німці Готхардт Кюль, Карл Кеппінг і Макс Ліберман були запрошені до журі, викликала у Берліні фурор. Ліберман одержав дозвіл від прусського міністра у справах релігійних культів Густава фон Госслера. Водночас газета «Ла Франс» розв'язала кампанію проти участі Пруссії у виставці загалом.
Ліберман склав план, за яким німецький живопис мають представити художники першого ряду Менцель, Лейбль, Трюбнер та фон Уде. Німецька преса закидала йому служіння революційній ідеї. І знову старий Адольф Менцель заступився за Лібермана, а перша презентація неофіційного німецького мистецтва таки відбулася на французькій землі. Завдяки Всесвітній виставці, Ліберман остаточно став публічною особою. У Парижі його нагородили почесною медаллю і прийняли до Товариства красних мистецтв (фр. Société des Beaux-Arts). Від посвяти в лицарі почесного легіону Макс Ліберман відмовився за рекомендацією прусського уряду.
В 1889 році Ліберман вирушив до голландського Катвійка, де написав «Жінку з козою», свою прощальну роботу на соціальну тематику. В 1890 році Ліберман отримав кілька замовлень з Гамбурга, якими завдячував Альфреду Ліхтварку. Крім пастелі "Церковна алея в гамбурзькому Санкт-Георге" йому вперше було замовлено портрет. Проте бургомістр Карл Фрідріх Петерзен виявився страшенно незадоволений своїм портретом, виконаним Ліберманом в манері Франса Галса: йому не сподобався натуралізм зображення разом з недбалістю історичного службового одягу. Невдалим здався портрет бургомістра й Ліхтварку. Більший успіх чекав на Лібермана з його картиною «Жінка з козою», за яку навесні 1891 року він здобув Велику золоту медаль виставки «Нового Мюнхенського художнього об'єднання».

### Ліберман на чолі Берлінського сецесіону

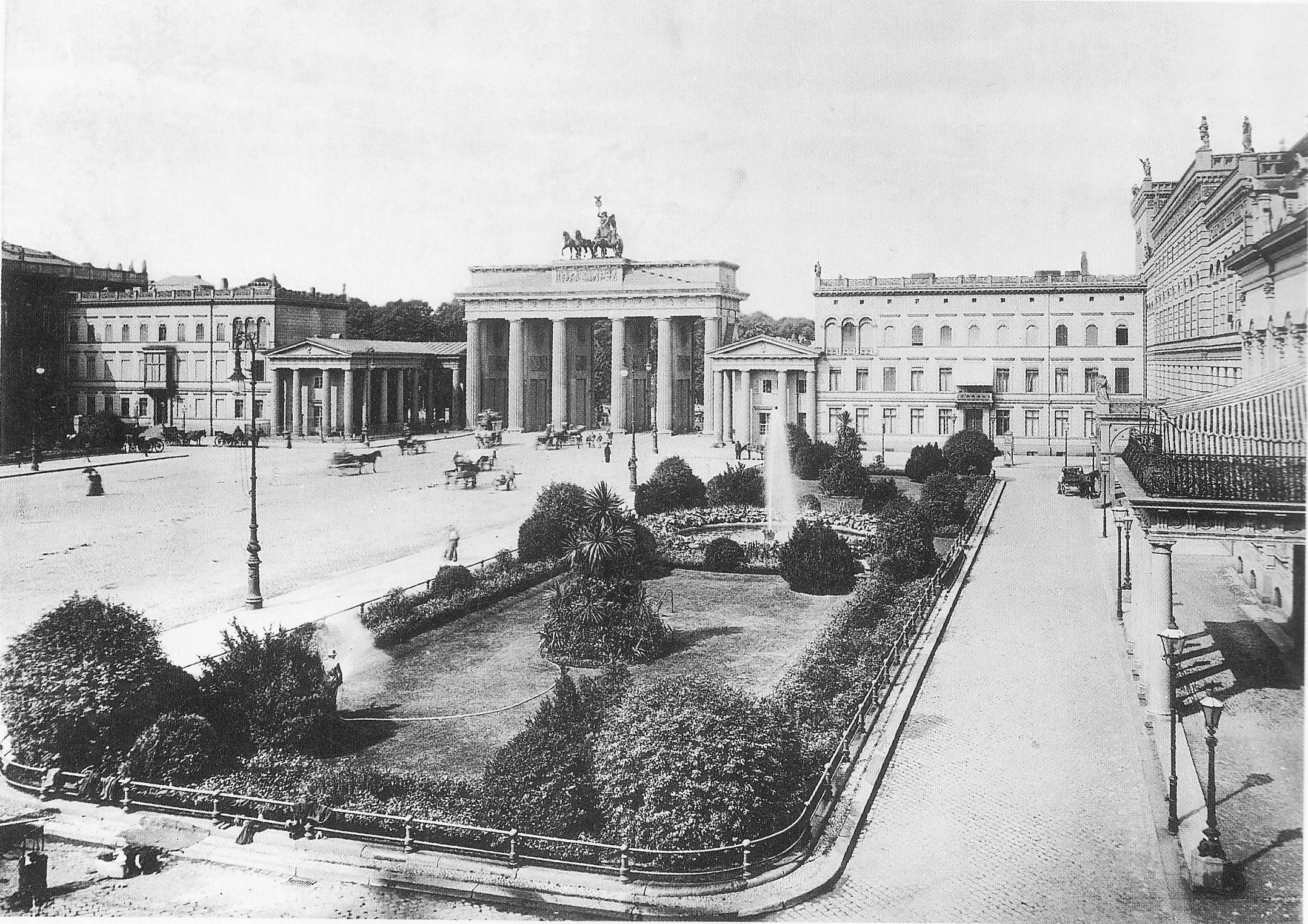
Палац Ліберманів на Паризькій площі праворуч від Бранденбурзьких воріт

5 лютого 1892 року у Берліні було створено «Об'єднання XI», до якого увійшли одинадцять незалежних художників. Пізніше на його основі виник Берлінський сецесіон, який очолив опозицію консервативної школи академічного живопису. На думку Ловіса Корінта вже незабаром після заснування цього об'єднання Ліберман став «таємним лідером одинадцяти анархістів». За Вільгельма II почалося загострення реакційних тенденцій у культурній політиці імперії. Реакція художньої критики столиці на появу нового опозиційного до «офіційного напрямку» художнього руху була неоднозначною. Більшість критикувало, зокрема, Лібермана за зухвалу манеру листа, але ніхто не заперечував його місця на вершині художнього олімпу Берліна.

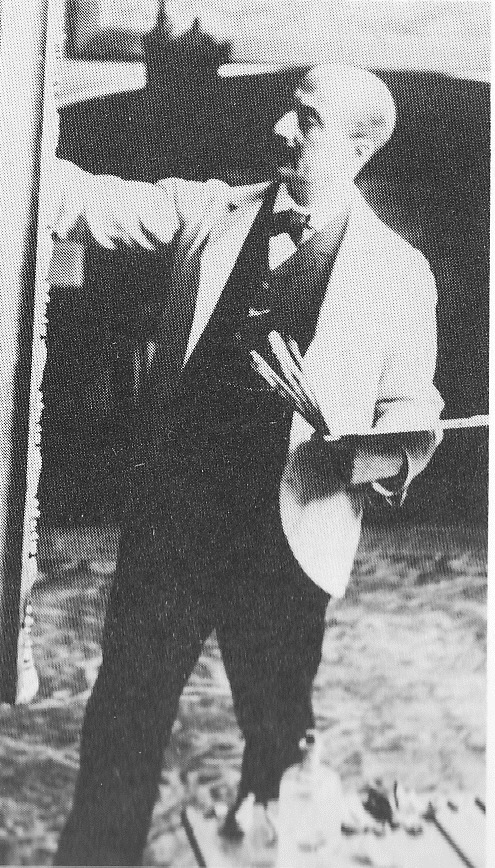
Макс Ліберман з мольбертом

За кілька місяців до смерті матері, у вересні 1892 року, коли її здоров'я похитнулося, Макс Ліберман переїхав із сім'єю до батьківського особняка на Паризькій площі. Він дисципліновано дотримувався розпорядку дня: о 10-й годині ранку він виходив з дому і прямував до своєї майстерні на вулиці Августи-Вікторії (нім. Auguste-Viktoria-Straße), де працював на самоті до 18 години. «У моїх життєвих звичках я став справжнім буржуа; я їм, п'ю, сплю, ходжу гуляти і працюю з регулярністю дзигаря».
5 листопада 1892 року Союз берлінських художників організував виставку 55 картин норвезького художника Едварда Мунка. Критика з обуренням назвала його творчість «ексцесом натуралізму». Позов, поданий в екстреному порядку до камерального суду, був відхилений, друга спроба призвела до скликання загальних зборів Союзу берлінських художників, які 120 голосами проти 105 ухвалили рішення про закриття виставки Мунка. Тим самим між консервативно-реакційною школою з Антоном фон Вернером на чолі та ліберально-модерністською школою, на чолі з Максом Ліберманом, стався остаточний розрив. Під керівництвом Лібермана 60 членів Спілки, об'єдналися у «Вільне об'єднання художників».
У 1893 році Ліберман побував у Розенгаймі, де зустрівся з Йоганном Шперлем та Вільгельмом Лайблем. На виставці у Відні наступного року «Жінка з козою» здобула велику золоту медаль. Через два роки після смерті матері Лібермана у 1894 році помер його батько Луїс Ліберман. Незадовго перед тим у Макса Лібермана прокинулися пізні почуття до батька, перед якими відступили старі розбіжності між батьком та сином. Після примирення прощання з батьком далося Ліберману особливо тяжко. Поглинений цими переживаннями, він поринув у роботу над своїми картинами.

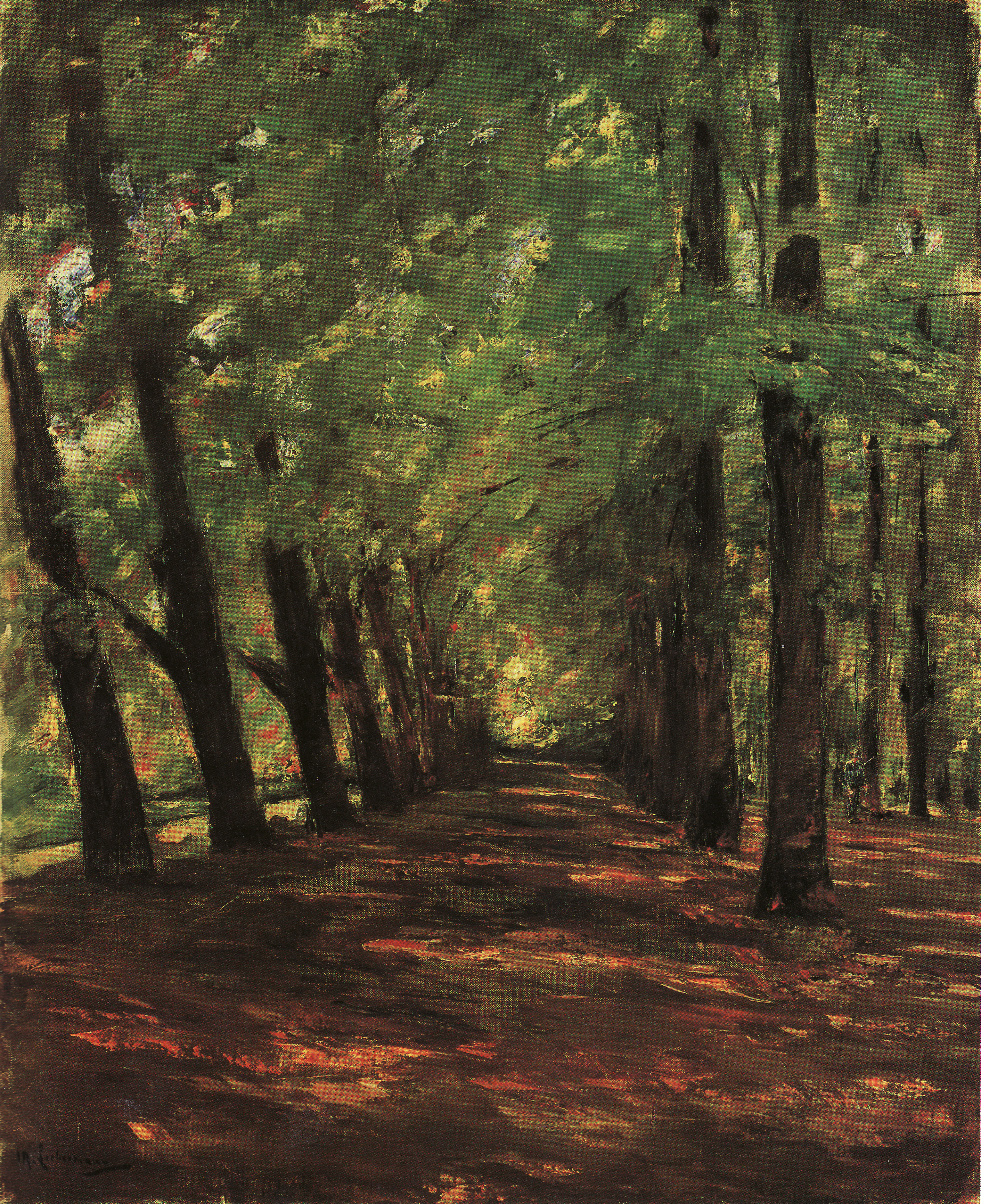
Алея в Овервеєні. 1895. До середини 1890 року Ліберман знаходить свій індивідуальний стиль в імпресіонізмі

Після смерті батька Макс став одним із спадкоємців мільйонних статків. У його власність перейшов особняк на Паризькій площі. Тепер він отримав можливість переобладнати і без того розкішні апартаменти на свій смак. Він доручив архітектору Гансу Гризебаху будівництво гвинтових сходів до своєї майбутньої майстерні під дахом. Посилаючись на договір купівлі-продажу будівлі, який забороняє великі зміни будівельного фонду, управління поліції заявило на це протест, тому Ліберман вирішив залишити собі свою майстерню на вулиці Августи-Вікторії. Картини цього періоду мають імпресіоністський характер, як, наприклад, «Алея в Овервеєні». Як і раніше, своє натхнення Ліберман черпав у своїх поїздках до Нідерландів.
Знову Ліберман звернувся до портрета. У 1895 році він написав портрет пастеллю свого друга Гергарта Гауптмана, за який був нагороджений першою премією у Венеції. Ліберман ще раз повернувся до сюжету про хлопчиків, що купаються, який приваблював його складністю художнього вирішення рухомих тіл у природному освітленні. Відмовившись від консервативної картини з класичною композицією руху, Ліберман добився більшої свободи у зображенні пляжного відпочинку. Однак у імпресіоністському ключі цей сюжет з'явився пізніше.

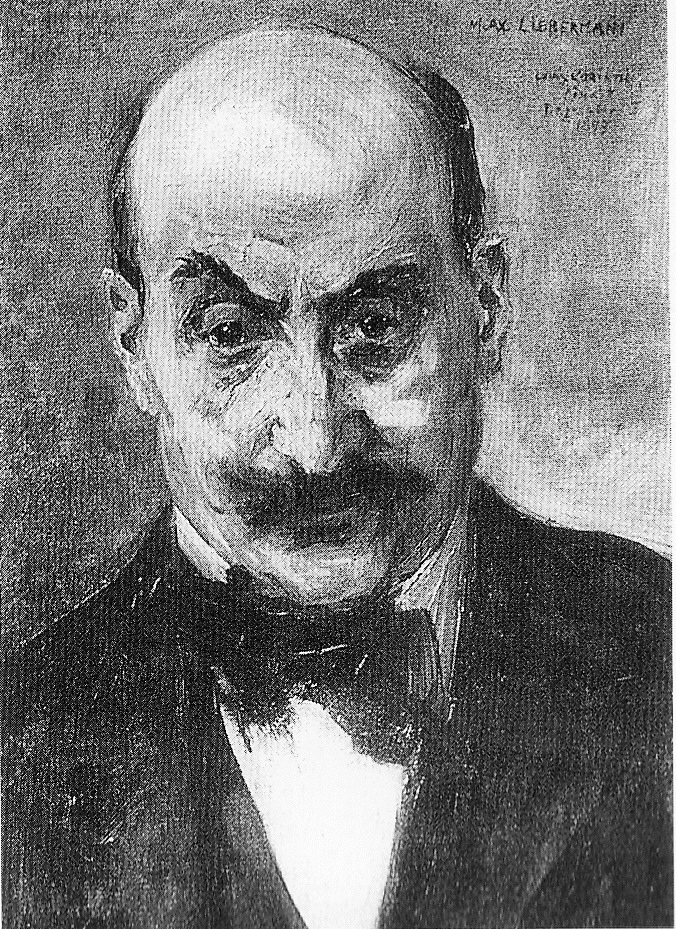
Портрет Макса Лібермана пензля Ловіса Коринта

У 1896 році Гуго фон Чуді був призначений директором Старої національної галереї. Коли Чуді вирушив за новими придбаннями для галереї в Париж, Макс Ліберман супроводжував його як консультант і зокрема відмовив директора від купівлі «Зимового саду» Мане, оскільки в Берліні того часу навіть через натуралістичну картину міг вибухнути скандал. Завдяки Чуді Ліберман познайомився у Парижі з Едгаром Дега. У цей приїзд до Парижа за згодою прусського уряду Ліберман став лицарем Почесного легіону. Ліберман також з'їздив на десять днів до Оксфорда, де його брату Феліксу Ліберману було присвоєно звання почесного доктора Оксфордського університету. У Лондоні Ліберман зустрівся з американським художником Джеймсом Мак-Нейлом Вістлером, чиї офорти в манері старих майстрів справили на Лібермана велике враження. Завдяки втручанню прусського міністра громадських робіт Карла фон Тілена поліцейське управління Берліна нарешті дало дозвіл на влаштування майстерні на горищі палацу Лібермана.

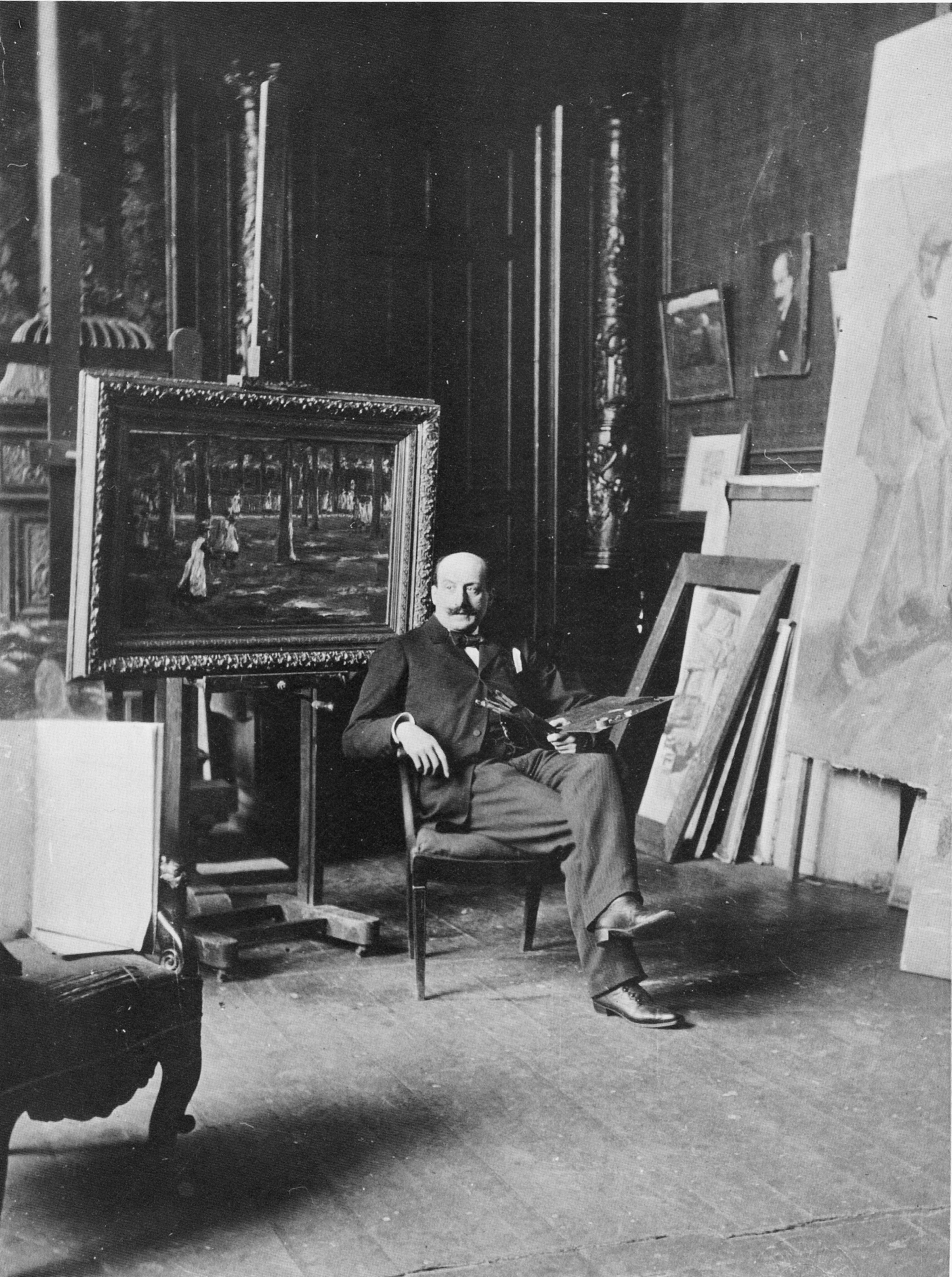
Макс Ліберман у своїй майстерні на Августа-Вікторія-Штрассе перед картиною «Дорога до школи в Ларені». 1898

На честь 50-річчя Лібермана у 1897 році Академія мистецтв виділила під виставку його робіт цілу залу, в якій до уваги публіки було представлено 30 картин, 9 малюнків, 3 літографії та 19 офортів художника. Після невдалого святкування свого 200-річчя в 1892 році, Берлінська академія мистецтв стала поступово дослухатися сучасних тенденцій у мистецтві. Одним із свідчень цього стало вручення Максу Ліберману великої золотої медалі. Ліберман отримав звання професора академії і в 1898 році був прийнятий до її складу. Цей час став вершиною художньої кар'єри художника.
1898 року берлінському художнику Вальтеру Лейстікову було відмовлено в участі його картини у Великій берлінській художній виставці. Журі виставки очолював Антон фон Вернер. Лейстіков закликав незалежних художників об'єднатися. Президентом об'єднання сучасних вільних художників було обрано Макса Лібермана. До правління крім президента і Лейстікова увійшли художник Отто Х. Енгель, Людвіг Детман, Оскар Френцель, Курт Геррман та Фріц Клімш. Ліберман очолив нове художнє об'єднання у відповідь на прохання своїх колег. Популярність Лібермана забезпечила Берлінському сецесіону суспільний інтерес. На посаду секретарів Ліберман призначив галеристів Бруно та Пауля Кассірерів.

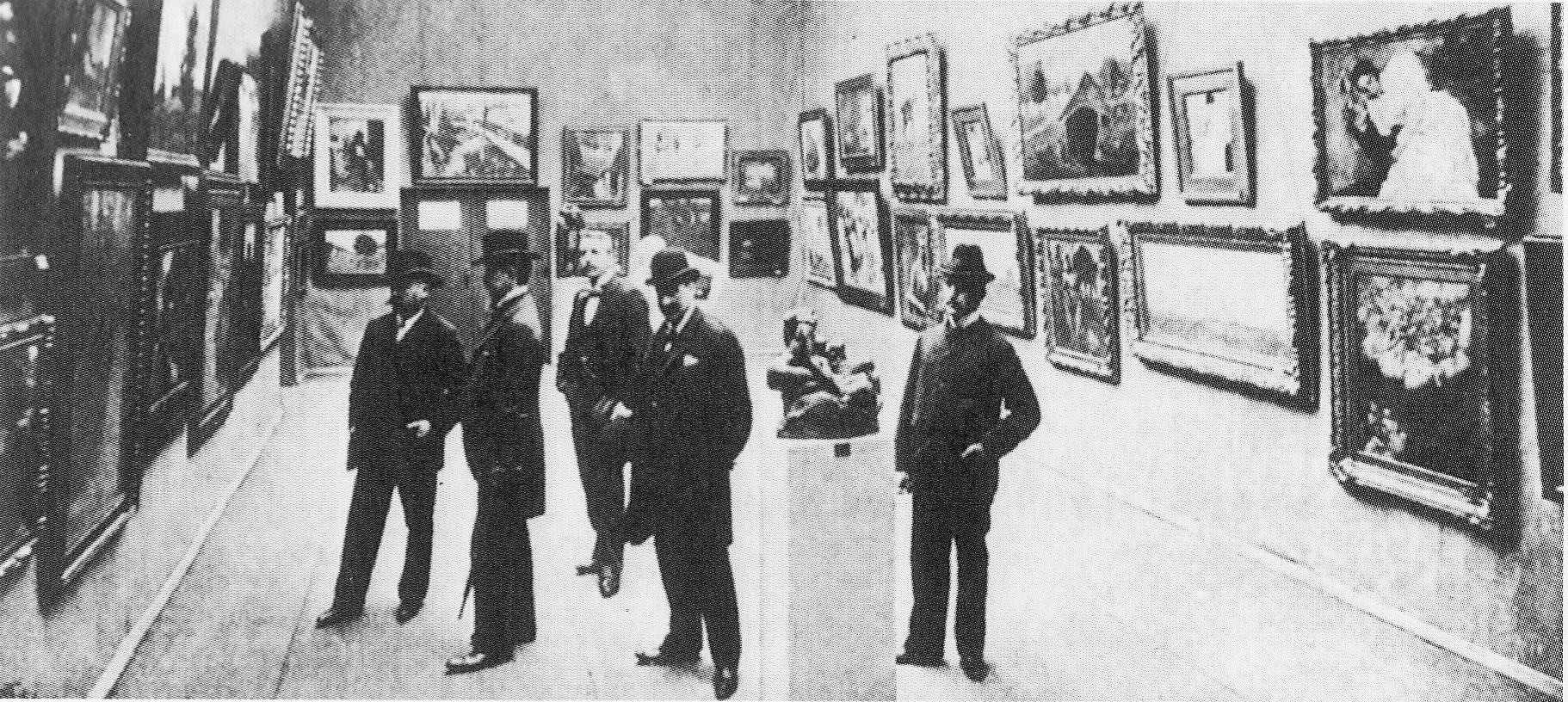
Правління Берлінського сецесіону на другій виставці Сецесіону 1900 року. Макс Ліберман — другий праворуч

Для участі у першій виставці Сецесіону у травні 1899 року Ліберман запросив художників, які брали участь у аналогічних об'єднаннях- сецесіонах у Мюнхені, Дармштадті та Штутгарті. У виставці також взяли участь художники з Ворпсведе, Арнольд Беклін, Ганс Тома, Макс Слефогт та Ловіс Корінт. Серед мешканців міста розгорілися палкі дискусії навколо Берлінського сецесіону, які привернули увагу громадськості до образотворчого мистецтва. Несподівано гучний успіх виставки, яку відвідало понад 1800 людей, і високі результати продажу картин були перекриті в 1900 році. Під керівництвом Лібермана берлінські виставки стали культурною подією європейського масштабу.
Поява в Берліні 1901 року Корінта та Слефогта значно змінила роль Берліна на художній сцені. Роль культурної столиці перейшла від Мюнхена до Берліна. Директор берлінської академії мистецтв Антон фон Вернер намагався гальмувати розвиток сучасних художніх напрямів.

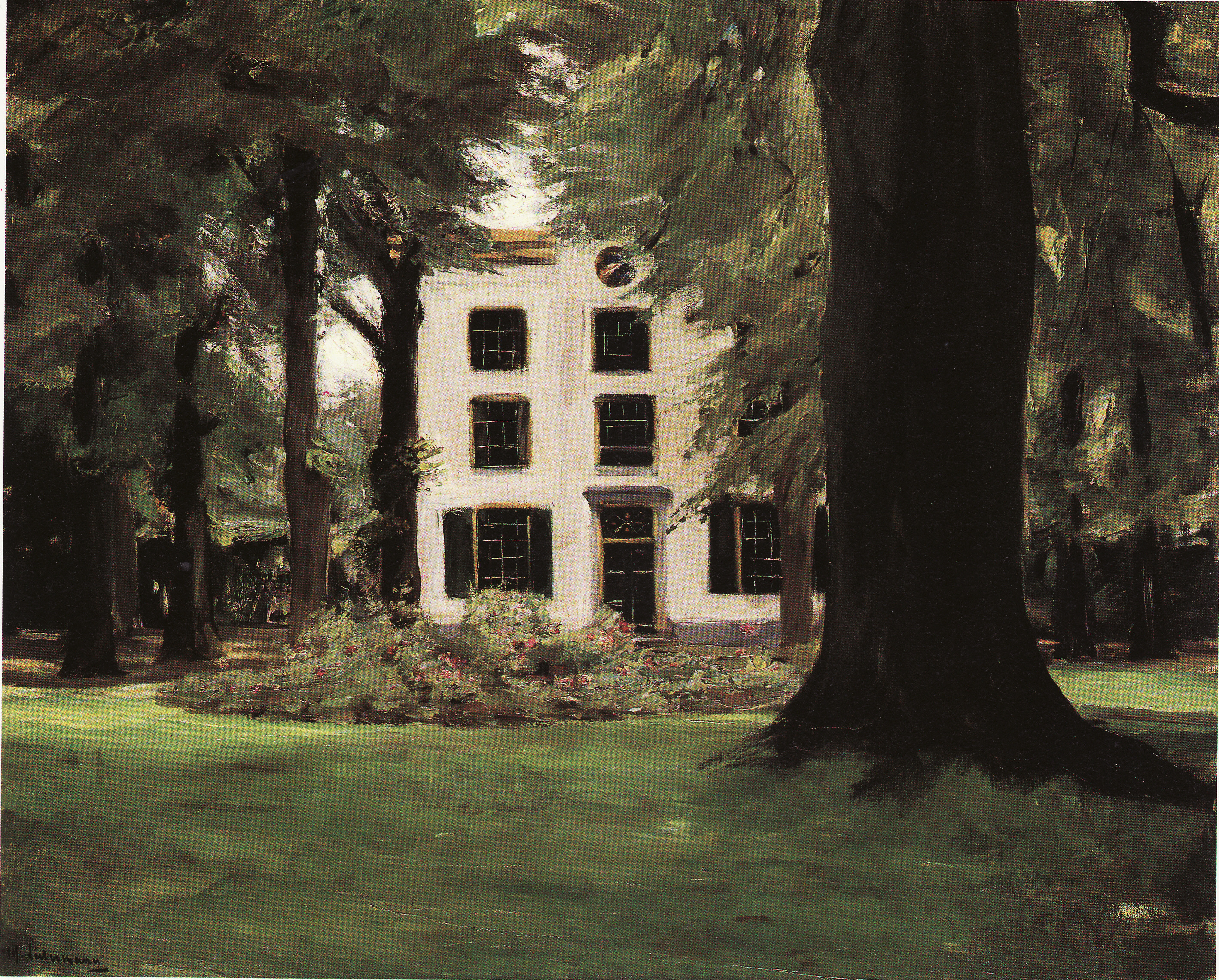
Сільський будинок у Гілверсюмі. 1901. Ліберман знайшов суто імпресіоністський сюжет — зображення саду

Літо 1899 року Ліберман провів у Зандвоорті та Схевенінгені. Там він продовжив роботу над картинами з хлопчиками, що купаються, перейшовши до чисто імпресіоністського зображення елегантного пляжного відпочинку. Мотив спартанського способу життя у голландському селі відійшов на другий план. Ліберман шукав нові сюжети, які б стати основою для світлого імпресіонізму. Тому крім зображення вишуканого відпочинку на пляжі зі схематичними образами вершників і жінок, Ліберман звернувся до гри світла в пишних садах. За зразком «Будинку в Руелі» Едуара Мане він пише картину «Будинок у Гілверсумі», завдяки грі світла і тіні, що випромінює спокій і гармонію.

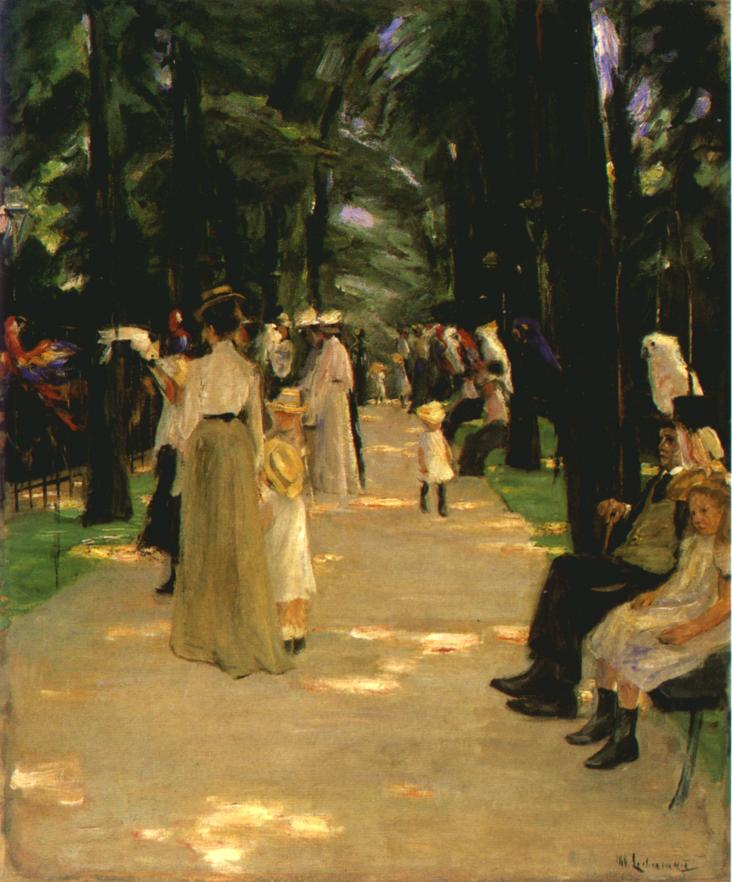
Алея папуг. 1902

У 1902 році Ліберман знову побував у Гамбурзі, де на замовлення Альфреда Ліхтварка написав «Гру в поло в Єнському парку» та «Терасу ресторану „Якоб“ у Нінштедтені на Ельбі». Влітку 1902 року Ліберман побував у амстердамському зоопарку, який послужив сюжетом для його кількох картин про алею папуг. У 1903 року побачила світ перша публікація Лібермана як професора Академії мистецтв, під заголовком «Фантазія у живопису», у якій він категорично відкидав твори мистецтва, що не відображають сприйняття дійсності. У живописі сюжет немає важливого значення, головним є адекватне художнім засобам сприйняття природи. Таким чином він рішуче відкинув абстрактне мистецтво, що зароджувалося, і зокрема експресіонізм. Есе Лібермана не було памфлетом, а було лише особистим виступом на захист натуралізму та імпресіонізму. Тому поступово у авангарду експресіонізму старий образ ворога в особі реакційного академічного керівництва незабаром став набувати рис імпресіоністського керівництва Сецесіону.

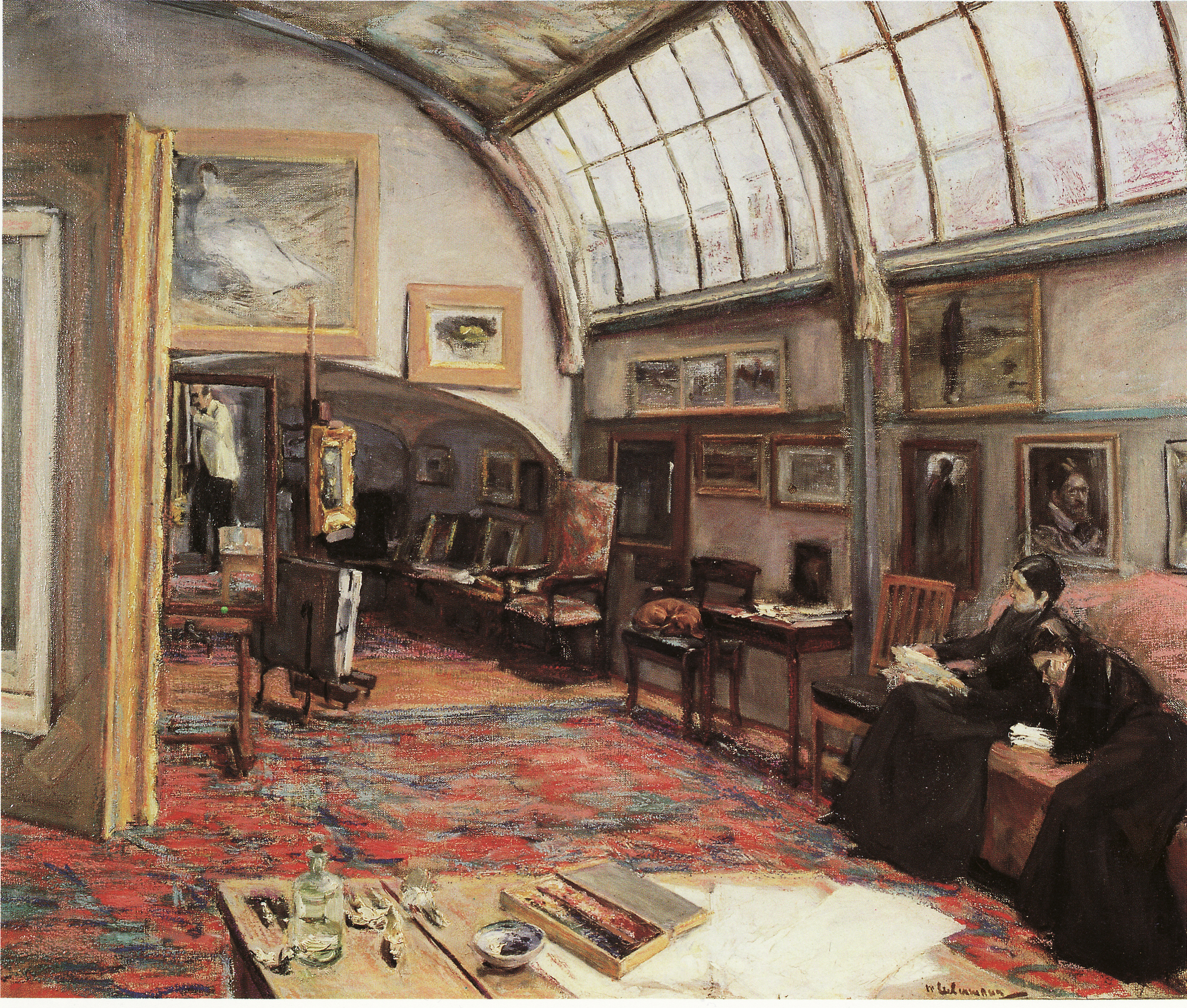
Майстерня художника. У майстерні на горищі палацу Лібермана панувала елегантно-невимушена атмосфера

У 1905 році Берлінський сецесіон переїхав з Кантштрассе у великий виставковий зал на Курфюрстендамм. У цей час Ліберман близько потоваришував з Вільгельмом Боде, директором Національної галереї. Після смерті Адольфа Менцеля Ліберман став найвідомішим представником берлінського мистецтва.
1907 року Берлінський сецесіон організував велику виставку, присвячену ювілею свого президента, яка увінчалася повним успіхом. Свій 60-й день народження Ліберман провів у Нордвейку, ховаючись від очей захопленої публіки. З 1900 року Ліберман все більше присвячує себе графіці та малюнку. 1908 року на «Чорно-білій виставці» Сецесіону було представлено 59 офортів Лібермана.

### Криза Сецесіону

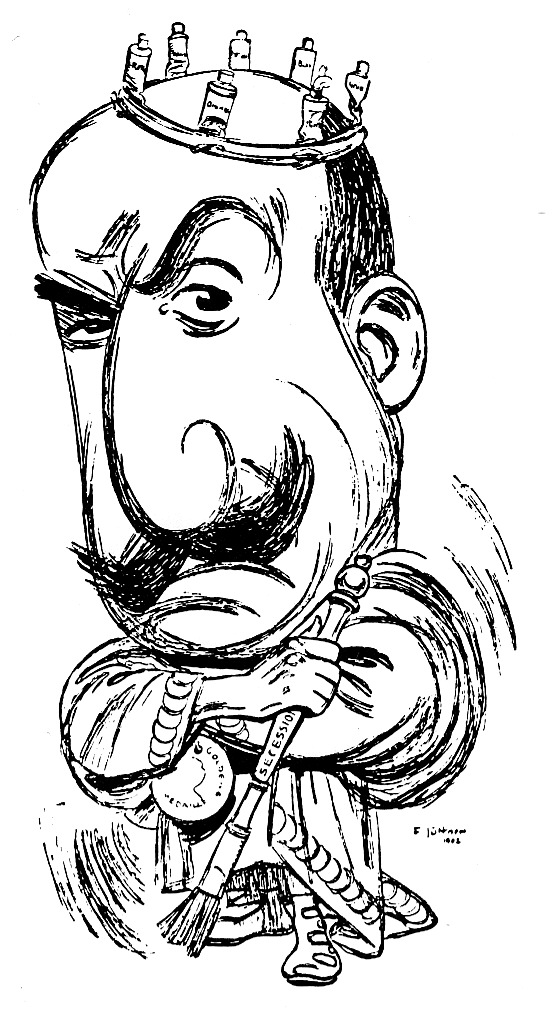
Макс Ліберман — деспот Берлінського сецесіону. Карикатура

У 1909 році помер Вальтер Лейстіков, один із засновників та стовпів Берлінського сецесіону. Весною 1909 року погіршився стан здоров'я самого Лібермана, і він вирушив на лікування до Карлових Вар. Саме в цей час розгорівся конфлікт поколінь між імпресіоністами та експресіоністами, що тривалий час вже визрівав: у 1910 році правління Сецесіону на чолі з Ліберманом відкинуло 27 експресіоністських картин; президент підняв свою оцінку експресіонізму в ранг закону, перетворившись з бунтаря, який боровся з академізмом на виразника консервативних поглядів. З цього часу розпочався розпад сецесіоністського руху. Молодий Еміль Нольде, який очолив опозицію, писав: «Справи у старого розумного Лібермана йдуть як у деяких розумних людей до нього: він не знає своїх меж; його творчість […] розпадається та розвалюється; він шукає порятунку, нервуючи та переходячи на порожні фрази. […] Внаслідок цього сите по горло все нове покоління вже не може і не хоче бачити його робіт, розуміючи, наскільки все це натужне, слабке і позбавлене смаку. […] Він сам прискорює неминуче, ми, молоді, можемо дивитися на це холоднокровно.»
Нольде звинуватив Лібермана у принциповій ворожості до прогресу та диктатури влади всередині Сецесіону. Як мінімум перше звинувачення відповідало реальності не повністю: роботи Пабло Пікассо, Анрі Матісса, Жоржа Брака та фовістів вперше були представлені на виставці у 1910 році. Правління Сецесіона стало на захист свого президента і назвало дії Нольде «кричущим лицемірством». Скликали загальні збори, і більшістю в 40 голосів із 42 проголосували за винключення Нольде зі своїх лав. Ліберман не голосував за виключення і в одній із захисних промов сказав: «Я цілком проти виключення автора, навіть незважаючи на небезпеку того, що подібні мотиви можуть призвести до так званої опозиції молодих».
Попри те, що з цієї дискусії Ліберман вийшов переможцем, Нольде досяг своєї мети: підвалини Сецесіону було розхитано. Своїми спробами реабілітувати Нольде Ліберман хотів показати свою толерантність, проте розкол у лавах Сецесіону годі було зупинити. Нольде заснував Новий сецесіон, до якого увійшли художники з групи «Міст» та «Нового Мюнхенського художнього об'єднання». Весною 1911 року Ліберман втік від кризи Сецесіону до Риму. Смерть його друга Йозефа Ізраельса також припала на цей час. Критика його стилю керівництва ставала все гучніше і вже зазвучала від його прихильників: 16 листопада 1911 Ліберман пішов у відставку з поста президента Берлінського сецесіону. Макс Бекман, Макс Слефогт та Август Гауль також подали у відставку. Загальні збори обрали Лібермана почесним президентом і передали посаду Ловісу Корінту. Це рішення зумовило кінець Сецесіону та занепад німецького імпресіонізму.

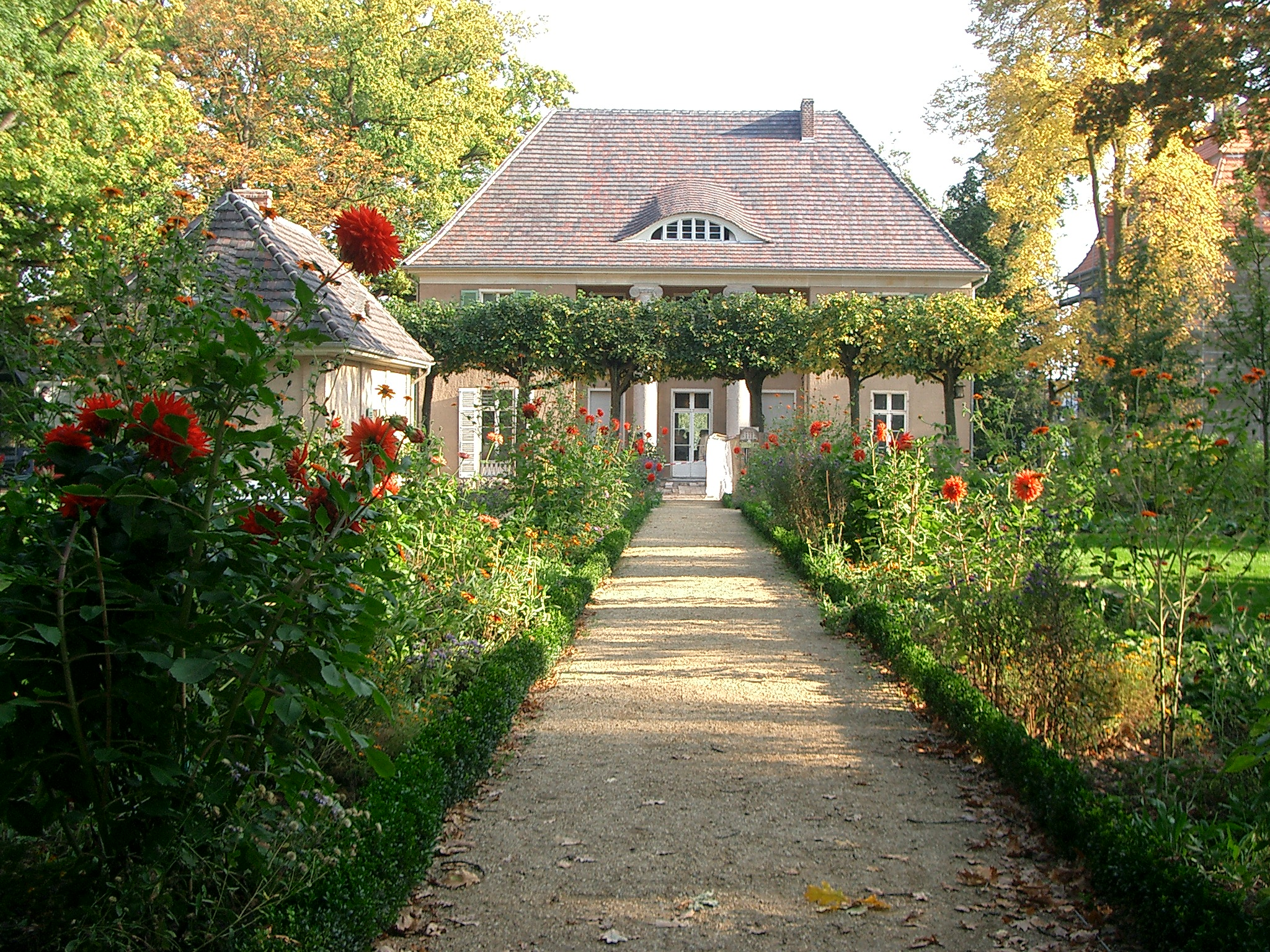
Вілла Лібермана на Ванзее

Ще 1909 року Ліберман придбав земельну ділянку на березі озера Ванзее, де за зразком патриціанських вілл в Гамбурзі архітектор Пауль Отто Август Баумгартено побудував заміський будинок. Свою віллу, де він уперше оселився у 1910 році, Ліберман називав «палацом на озері». Ліберман любив це місце, де особливу радість приносив йому великий сад, створений за спільним проектом Лібермана та Альфреда Ліхтварка та зображений у багатьох пізніх роботах художника.
Перша щорічна виставка Сецесіону без Лібермана під головуванням Корінта в 1912 успіхом не увінчалася успіхом. Літо цього року Ліберман знову провів у Нордвійці. У Гаазі королева Вільгельміна вручила Максу Ліберману придворний орден Оранських. Берлінський університет імені Гумбольдтів присвоїв художнику звання почесного доктора, і Ліберман отримав так давно очікуване запрошення в сенат Академії мистецтв. Вищі художні школи у Відні, Брюсселі, Мілані та Стокгольмі прийняли Макса Лібермана у свої члени. Свої портрети Ліберману замовляли високопоставлені та відомі берлінці.
На початку 1913 року голова Коринт разом із повним складом правління Сецесіону пішов у відставку, головою був обраний Пауль Кассірер. Почесний президент намагався запобігти призначенню на цю посаду особи, яка не є художником, але не хотів знову закривати собою пролом. Кассірер усунув від участі у щорічній виставці 1913 тих членів Сецесіону, які на загальних зборах проголосували проти його кандидатури. На їхній бік несподівано став Ловіс Корінт. Ліберман та інші засновники Сецесіону вийшли з об'єднання під час цієї повторної кризи. У лютому 1914 року було засновано Вільний сецесіон, який продовжив традиції початкового Сецесіону. Символічна ворожнеча між уламками старого Сецесіону та Вільного сецесіону продовжилася між Ліберманом та Корінтом. До самої своєї смерті Корінт намагався виступити проти Лібермана і у своїй автобіографії дуже невтішно відгукнувся про свого колегу, який, залишивши художню сцену, присвятив себе своєму саду на Ванзее.

### Перша світова війна
Через три тижні з початку Першої світової війни 67-річний Ліберман написав: «Я щонайспокійніше працюю далі, вважаючи, що цим найкраще послужу спільній справі». Попри такі висловлювання Ліберман перейнявся духом патріотизму. Він присвятив себе художній пропаганді війни та створював малюнки для щотижневих художніх листівок, що видавалися Паулем Кассірером. На якийсь час художник-єврей перестав почуватися аутсайдером. Після промови кайзера «До моїх дорогих євреїв» Ліберман вважав себе зобов'язаним підтримувати війну. Колишній опозиціонер Сецесіону тепер повністю став на бік кайзера. Він підтримував політику класового світу, висунуту рейхсканцлером Теобальдом фон Бетманом-Гольвегом, що намагався подолати суперечності всередині німецького суспільства. У 1917 році Макс Ліберман написав літографічний портрет райхсканцлера Бетмана-Гольвега, котрий дотримувався більш ліберальних поглядів, ніж його попередник.
Восени 1914 року Макс Ліберман опинився серед дев'яноста трьох людей, переважно професорів, письменників та художників, які підписалися під зверненням «До культурного світу!» та заперечували військові злочини Німеччини. Після війни він самокритично висловився: «На початку війни спочатку довго не роздумували. Люди відчували солідарність зі своєю країною. Я, звичайно, знаю, що соціалісти мають іншу думку. […] Я ніколи не був соціалістом, і в моєму віці вже ними не стають. Все моє виховання я отримав тут, все моє життя пройшло в цьому будинку, де мешкали мої батьки. І в моєму серці моя батьківщина Німеччина теж є недоторканним та безсмертним поняттям».

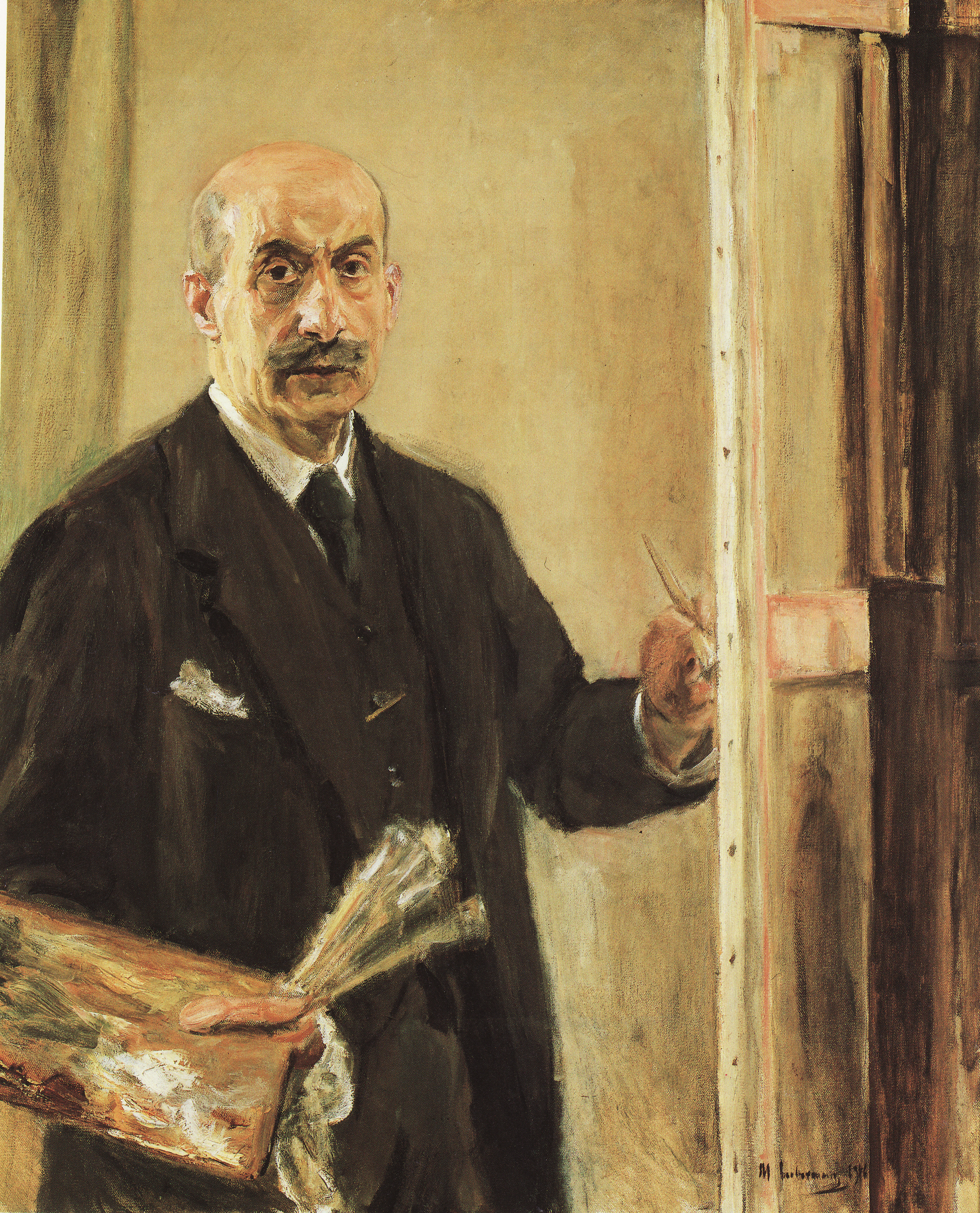
Макс Ліберман. Автопортрет. 1916

Ліберман вступив до «Німецького товариства 1914», де публічні особи під головуванням ліберально-консервативного політика Вільгельма Зольфа вели дискусії на політичні та приватні теми. Власні політичні погляди були обов'язковою умовою вступу, була потрібна лише відданість політиці класового світу, впроваджуваної канцлером Бетманом-Гольвегом. З розвитком воєнних дій Ліберман дедалі більше йшов у своє приватне життя, у свій заміський будинок у Ванзее. Але й творчість художника обмежилася портретами військових, як, наприклад, Карла фон Бюлова. Ще до війни Ліберман вважався першим портретистом великої берлінської буржуазії. Проте за свою підтримку війни Ліберман пізніше зазнав серйозної критики.
У 1915—1917 роках Ліберман не залишав Берліна за винятком двох поїздок на курорт до Вісбадену. Влітку він не поїхав до Нідерландів, а залишився на Ванзее, а взимку жив на Паризькій площі. Його сім'я не знала поневірянь, хоча на квіткових клумбах у його заміському будинку тепер був город. У травні 1915 року 30-річна дочка Лібермана Кете вийшла за дипломата та радника Бетмана-Гольвега Курта Ріцлера.

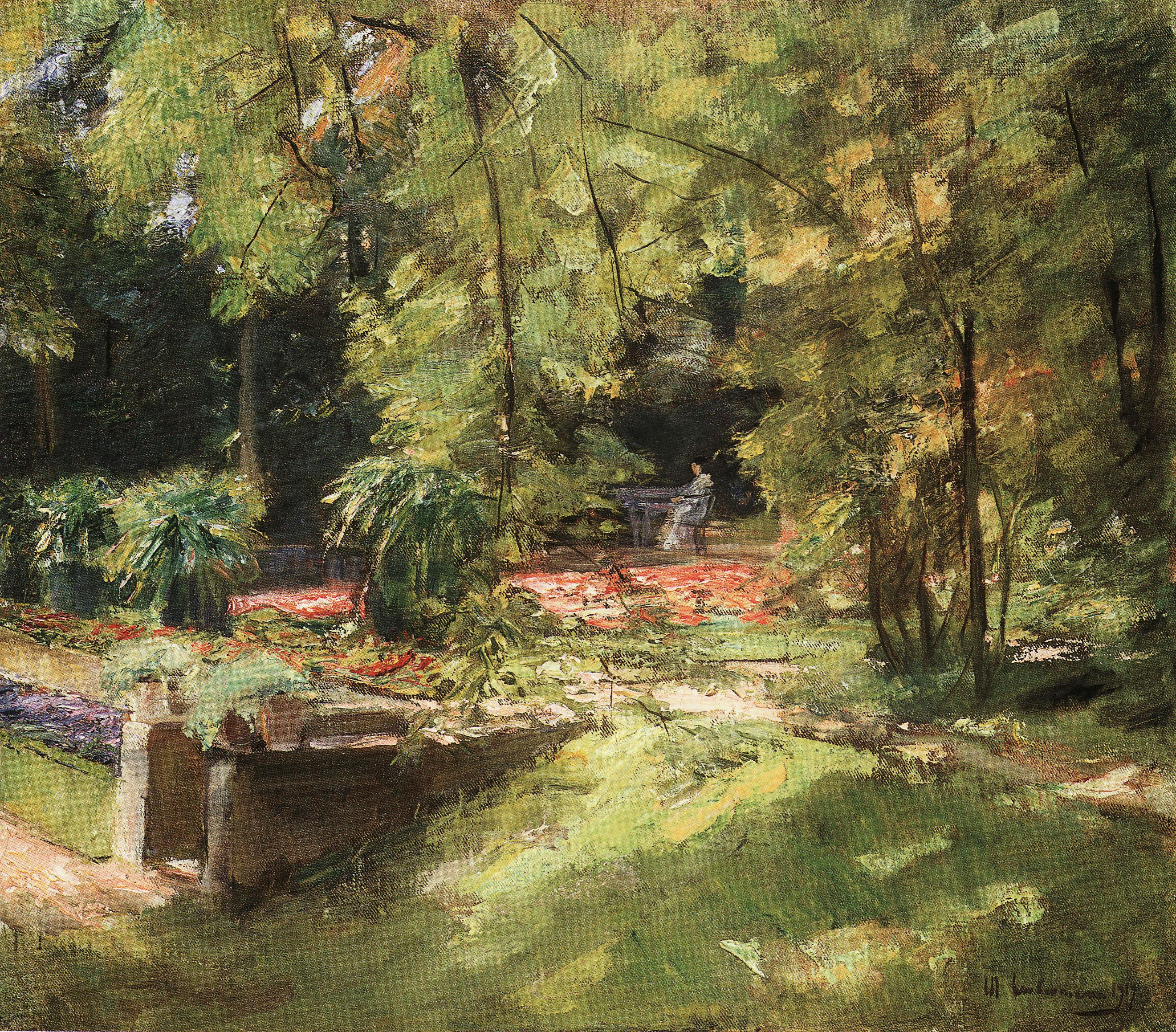
Квіткові тераси в саду Ванзее. 1919

1917 року Прусська академія мистецтв влаштувала велику ретроспективу творчості Лібермана з нагоди його 70-річчя, де демонструвалося майже 200 картин. Наступник Чуді на посаді директора Національної галереї Людвіг Юсті надав йому окрему залу. Вільгельм II схвалив виставку та нагородив Лібермана орденом Червоного орла III класу. Ювіляр був задоволений, що кайзер припинив війну з сучасним мистецтвом.
18 січня 1918 року відбулося урочисте відкриття зали Макса Лібермана у Національній галереї. На відкритті виступив міністр у справах релігійних культів Фрідріх Шмідт-Отт. Через кілька тижнів у Берліні застрайкувало 500 тисяч робітників. Коли почалася Листопадова революція, Ліберман проживав у будинку на Паризькій площі. У його будинку монархісти встановили кулемети. Ліберман переїхав до дочки. До політичних змін він ставився негативно: хоч і висловлювався за введення рівних виборчих прав у Пруссії і перехід до парламентської демократії, але для нього руйнувався весь світ.

### Останні роки життя

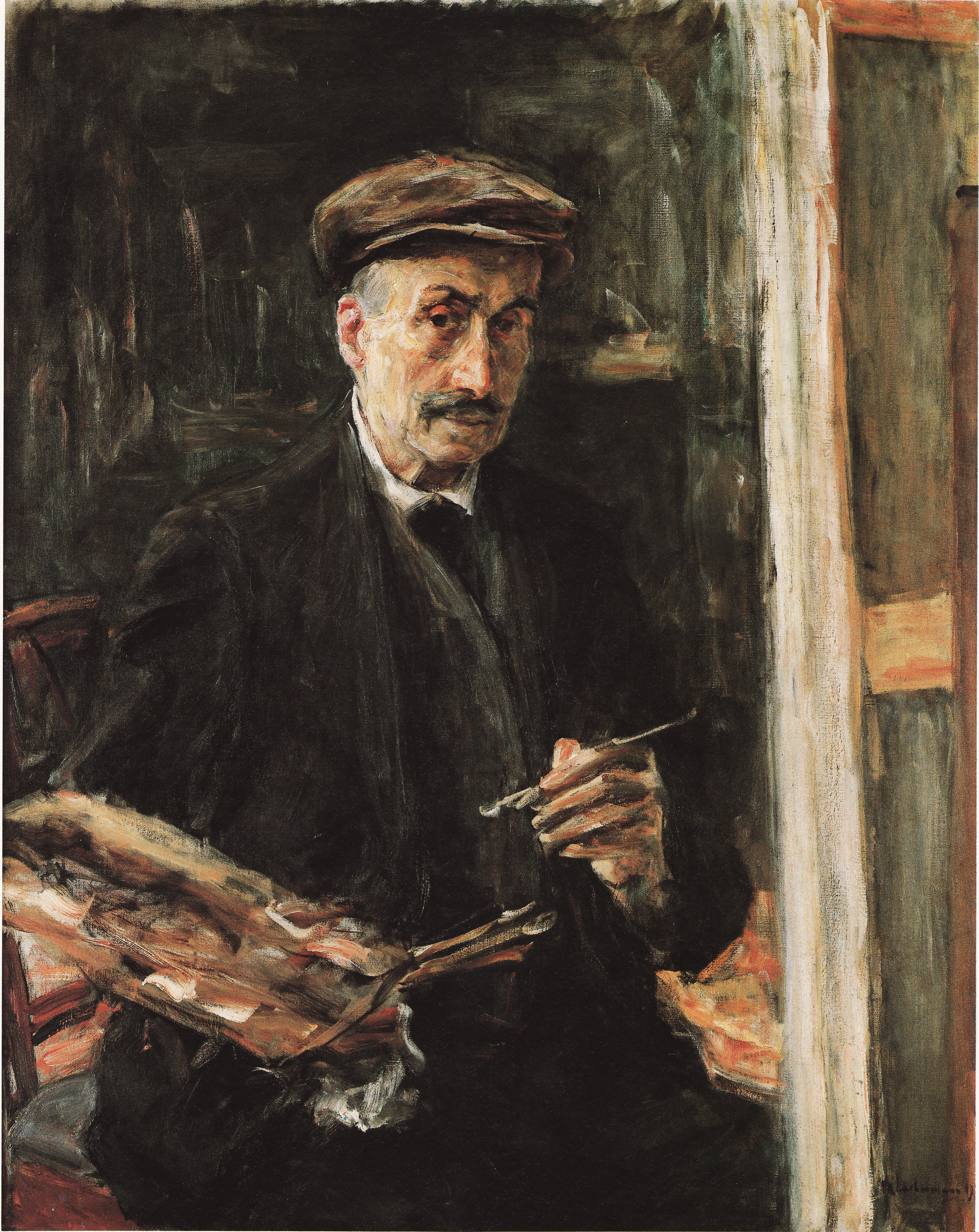
Макс Ліберман. Автопортрет. 1925

Після закінчення війни та революції у 1920 році Лібермана було обрано президентом берлінської Академії мистецтв. Сецесіони продовжували існувати паралельно і потім непомітно розпалися. Час Сецесіону закінчився із вступом Лібермана на посаду президента Академії. Під крилом Академії він намагався об'єднати різні художні течії, зокрема й експресіонізм. Завдяки Ліберману в Академію були прийняті Макс Пехштейн, Карл Гофер, Генріх Цілле, Отто Дікс і Карл Шмідт-Ротлуф.

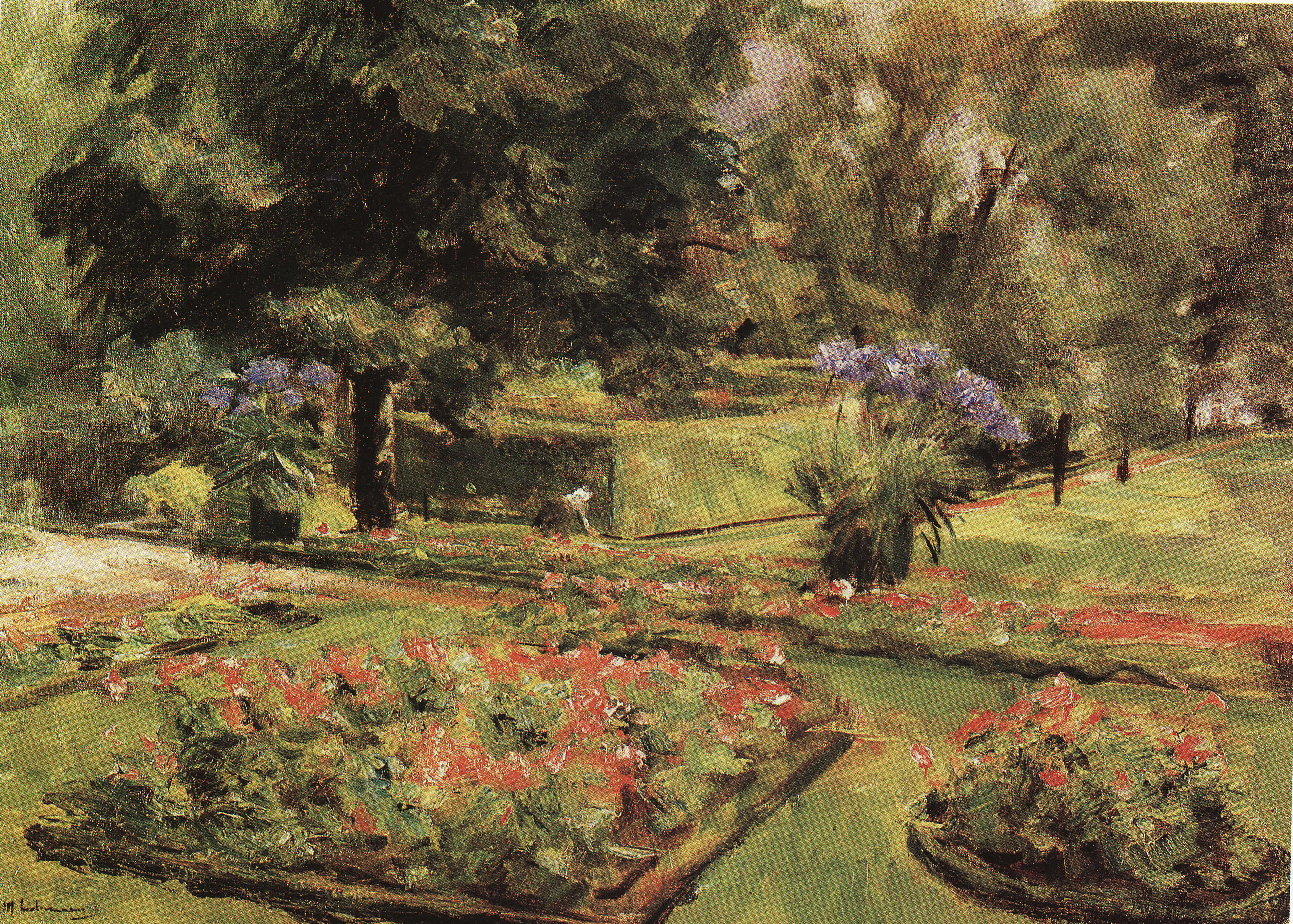
Сад у Ванзее. 1926

Попри те, що картини Лібермана вважалися старомодною класикою, він виступав за художній прогрес та політичне мистецтво. Так, ЛІберман підтримав звинувачену в тенденційності емоційну роботу Отто Дікса «Стрілковий окоп» про жахіття світової війни, яку Ліберман вважав однією з найвидатніших робіт повоєнного часу. Незважаючи на свої помірні погляди, Ліберман вступив у полеміку з Людвігом Юсті, який виставив у Національній галереї роботи експресіоністів.

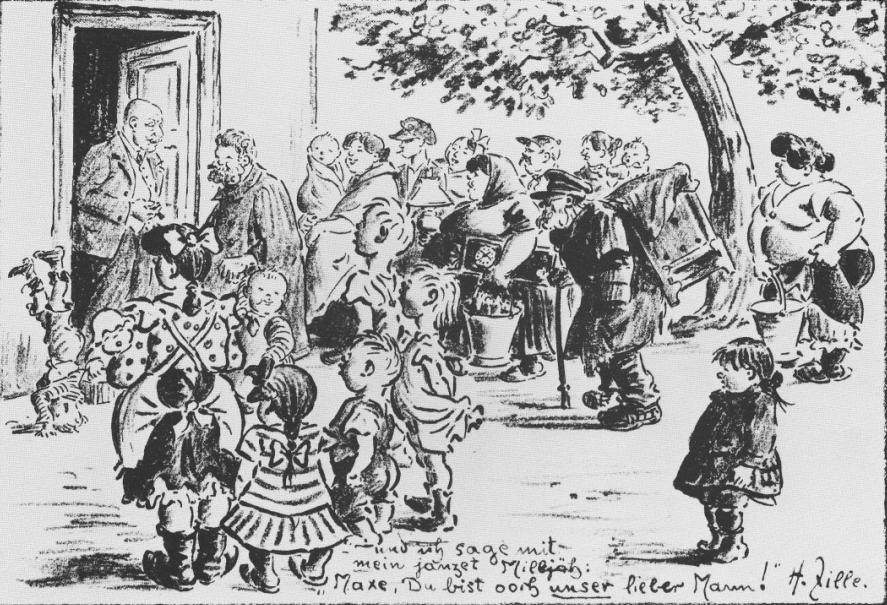
Генріх Цілле і його «середовище» вітають Макса Лібермана. Літографія Генріха Цілле. 1927

У 1927 році Ліберман знову опинився в центрі уваги громадськості: художній світ вшановував Лібермана та його творчість з нагоди 80-річчя художника. Серед привітальників були Альберт Ейнштейн, Генріх та Томас Манни, а також Гуго фон Гофмансталь. У рідному місті Лібермана відбулася виставка його робіт. Колись провокаційний стиль Лібермана виглядав класикою та документом минулої епохи.
Берлін надав Ліберману звання почесного жителя міста. У день народження Пауль фон Гінденбург нагородив художника Орденом орла Німецької імперії «на знак подяки німецького народу». Міністр внутрішніх справ Вальтер фон Койдель вручив Максу Ліберману золоту державну медаль «За заслуги перед державою».

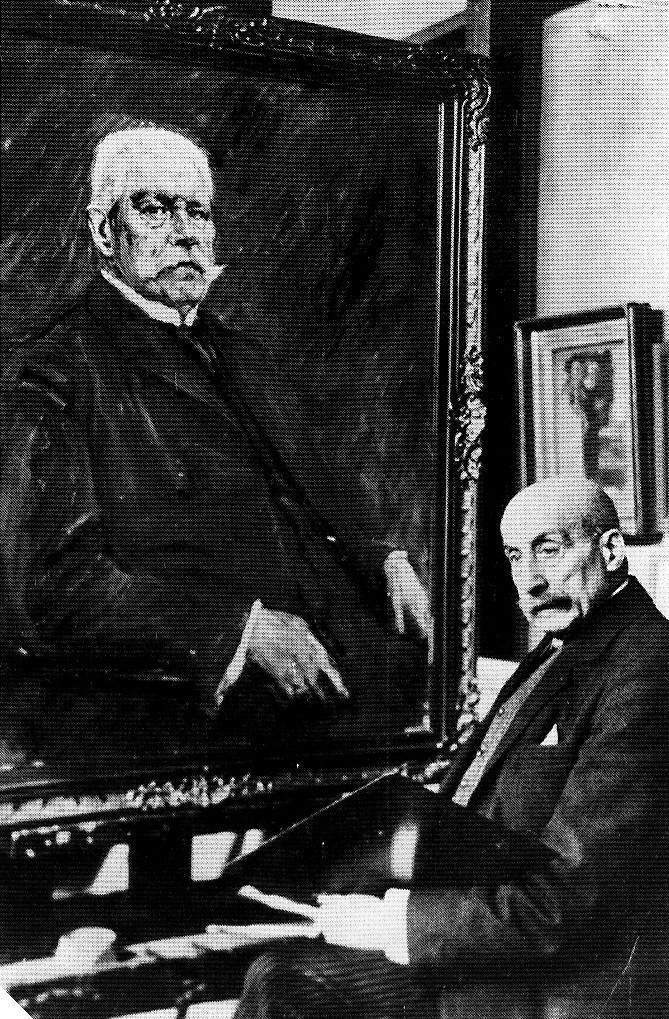
Макс Ліберман перед портретом Пауля фон Гінденбурга. 1927

Наприкінці 1927 Ліберман написав портрет рейхспрезидента Гінденбурга. Незважаючи на відмінності у політичних поглядах, Ліберман охоче взявся за виконання замовлення та сприйняв його за честь. Працюючи над портретом, він відмовився від патетичних елементів, адже в постаті Гінденбурга «старійшина німецького модерну» бачив заслуженого патріота Пруссії.
У 1932 році Ліберман серйозно захворів. З цієї причини він зняв із себе повноваження президента академії, але був обраний почесним президентом. Завдяки втручанню його друга та лікаря Фердинанда Зауербруха Макс Ліберман одужав. Портрети Зауербруха є фіналом і вершиною портретної творчості художника.
Макс Ліберман не наважився ризикувати собою заради захисту культурної політики, як це зробили Кете Кольвіц та Генріх Манн. У травні 1933 року в день спалення книг Ліберман склав із себе всі свої повноваження та пояснив пресі: «Протягом мого довгого життя всіма силами я намагався служити німецькому мистецтву. На моє переконання, мистецтво не має нічого спільного ні з політикою, ні з походженням, тому я більше не можу належати до прусської академії мистецтв, оскільки моя думка більше не має значення».
Ліберман пішов із суспільної сцени, і практично жоден з його соратників не став на його бік і не зберіг йому вірність. Лише Кете Кольвіц намагалася зберегти з ним стосунки. 1934 року з'явився його останній автопортрет. Одному з останніх відвідувачів Ліберман зізнався: «Я живу виключно з ненависті. Я більше не дивлюся у вікно цієї кімнати, не хочу бачити новий світ навколо мене».
Макс Ліберман помер 8 лютого 1935 року у своєму будинку на Паризькій площі. Кете Кольвіц писала, що о сьомій годині вечора він тихо заснув. Посмертна маска художника виконана молодим скульптором Арно Брекером, творчість якого згодом набула негативного відтінку через отримане скульптором звання улюбленого художника Гітлера та прихильність до ідей націонал-соціалізму. Фотограф Шарлотта Рорбах зробила фотографії гіпсової маски.
Смерть Лібермана не фігурувала у новинах. Академія мистецтв, що стала інструментом нацистів, відмовилася вшановувати старого президента. На похороні Лібермана на Єврейському цвинтарі на Шенхаузер-алеї 11 лютого 1935 року не були присутні офіційні особи — ні від академії, ні від міста, чиїм почесним громадянином був художник. Гестапо заздалегідь заборонило участь у похороні, щоб уникнути демонстрації на захист свободи мистецтва. Проте на церемонію прийшли близько сотні друзів та родичів художника. Серед них були Кете Кольвіц, Ганс Пуррман, Конрад фон Кардорф, Отто Нагель, Фердинанд Зауербрух зі своїм сином Гансом, Бруно Кассірер, Макс Якоб Фрідлендер, Фрідріх Зарре та Адольф Гольдшмідт. У своїй жалобній промові Карл Шеффлер заявив, що похорон великого художника одночасно є символічним прощанням із цілою епохою, представником якої був Макс Ліберман.
Дружина Макса Лібермана наклала на себе руки, щоб не потрапити до концентраційного табору Терезієнштадт, прийнявши надмірну дозу барбіталу, і померла 10 березня 1943 року в Єврейській лікарні Берліна. Палац Лібермана на Паризькій площі незабаром було зруйновано.

## Бібліографія

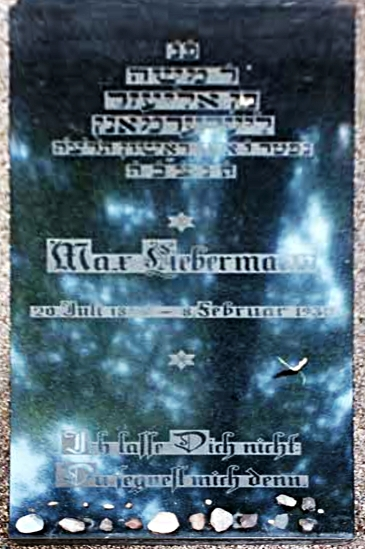
Могила Макса Лібермана на Єврейському цвинтарі на Шенхаузер-Аллее